# 日本における死刑囚
日本における死刑囚（にほんにおけるしけいしゅう）では、日本における死刑囚に関し記述する。
日本の法令（刑事収容施設及び被収容者等の処遇に関する法律など）においては、死刑囚、すなわち日本の刑事裁判で死刑判決が確定した者を死刑確定者（しけいかくていしゃ）と呼称する。

## 日本の死刑囚の処遇

### 死刑執行が猶予される場合
闘病中や精神障害、妊娠中など刑の執行を停止しなければならない場合や、非常上告の有無、再審請求中、恩赦に相当するかどうかの件は慎重に確認されなければならないとされる。そのうち妊娠中を理由に死刑執行が猶予された者は現行法上存在しない。これは被告人が妊娠している場合には裁判手続きが停止になるためである。なお1872年に処刑された夜嵐おきぬは、江戸時代の法であったが、出産まで執行が猶予されている。そのため、死刑判決確定から20年以上経過して執行されていない場合には、これらの条件のうちいくつかが該当しているといえる。また組織犯罪の死刑囚では共犯が逃亡していたり公判が終了していないため、死刑執行が行われていない例がある（例として連合赤軍事件の死刑囚や三菱重工爆破事件の死刑囚など）。
また財田川事件（後に再審無罪）の元死刑囚のように故意もしくは過失で裁判記録の一部が破棄されたために上申書作成が不可能になり死刑執行が出来なかったケースや、樺太で戦中発生した樺太・西柵丹強盗殺人事件の死刑囚が同様に、ソ連軍の侵攻で裁判記録を運び出せず消滅したために、個別恩赦で無期懲役に減刑されたケースがある。

### 死刑囚の扱い
死刑の判決を受けた者の刑は、死刑そのものであることから、死刑執行に至るまでの期間の身柄拘束は「刑の執行ではない」として、処刑までの間の身柄は、刑務所ではなく拘置所に置かれる。
マスコミでは、死刑確定者を「死刑囚」と呼んでいるが、既に執行された場合や、刑の執行によらず獄中で死亡した場合は「元死刑囚」と呼ぶ。再審によって無罪が確定した場合、新証拠等によって無罪の可能性が高くなり釈放された場合は、敬称に戻している。
戦後、恩赦による減刑は政令恩赦は15名、個別恩赦は11名いる。政令恩赦はサンフランシスコ平和条約締結を機に行われ、個別恩赦は諸般の事情を考慮して行われたが、1975年に福岡事件の殺人の実行者に対する事例を最後に行われていない。そのため、日本において現在では死刑囚がどんなに改悛したとしても恩赦減刑される道は事実上閉ざされている。そのほか、再審で無罪になった元死刑囚は5名いたが、袴田事件（2024年10月9日再審無罪確定）を除きいずれも1980年代の事例である。また死刑が執行されず獄死したものも少なくない。1946年から2007年3月までの死刑確定者は自殺・獄死・恩赦減刑を除くと728人であった。この時点までに死刑執行者は627人、この時点での未執行者は101人であった。なお戦後女性死刑囚は2024年12月31日時点で17人（収監中6名、執行5人、獄死6人）である。
2024年12月末時点での、日本における死刑確定囚は106名（うち女性6名）であり、確定後の拘置期間は2005年9月時点（この時点での確定者は68名）で、平均して8年3ヶ月である。

### 死刑囚の処遇
日本における死刑囚の処遇は、他の懲役刑のそれと大きく異なる。まず自らの死をもって罪を償うのが死刑であるため、国家の収入の一部となる刑務作業を科されず、「死」の直前まで原則として拘置所に収監されることになる。死刑囚の中には被害者への償いのために軽作業を行ったり、書籍の点字翻訳のボランティアをしていたものもいる。
また、例えば東京拘置所には特別に死刑囚房といった設備が無いため、死刑囚と同じフロアに刑事被告人が収監されている場合があるという。実際に元外交官で文筆家の佐藤優は、東京拘置所に収監中、両隣に袴田事件の袴田巌元死刑囚（現在釈放中）と連合赤軍事件の坂口弘死刑囚がいたと証言している。また、死刑囚の処遇には次のようなものがあるという。主に自らの罪を悔い改めさせる事を目的としている。
- 請願作業 - 本人が希望する場合、軽作業（内職等）を7時間程度行わせる事ができ、作業に見合った収入を受け取らせることもできる
- 教誨 - 死刑囚に単独の宗教教誨を受けさせる
- 礼拝用具等の使用 - 宗教的用具を所持使用させる
- 教科指導 - 俳句や書道などを学習させる
- 情操教育物の使用 - 書道の道具などを所持使用させる
- ビデオ視聴 - 映画等のビデオ鑑賞を独房内で行わせる

### 死刑囚の移送
死刑判決が確定した死刑囚を移送することは、刑事施設の側は保安上の理由等から回避したい事態と思われる。近年、死刑囚を移送する際の事故は、少なくとも報道されていない。（しかし、懲役20年の判決が確定した受刑者については、2013年に移送中に逃走を試みた事件があった。)
死刑囚の移送は以下のような場合に行われる。

#### 刑場のある刑事施設への移送
刑場のある刑事施設は、2021年現在、全国で7箇所（札幌刑務所〈収監先は隣接する札幌拘置支所〉、宮城刑務所〈収監先は隣接する仙台拘置支所〉、東京拘置所、名古屋拘置所、大阪拘置所、広島拘置所、福岡拘置所）あり、多くの死刑囚は未決のうちから、刑場のある上記の施設のいずれかに収容されて死刑判決が確定することになる。それは、地方裁判所で一審判決を受けた後も身柄の拘束が続く場合、原則的に高等裁判所がある場所の拘置所・拘置支所に移送されるためである（例：ファミレス2人射殺事件の元死刑囚。千葉から東京へ移送ののち、2013年4月26日に東京拘置所で死刑執行。）。
高等裁判所がある場所の拘置所・拘置支所は全国で8箇所あるが、高松矯正管区以外の拘置所には刑場がある。もちろん、一審段階から刑場のある拘置所・拘置支所に収容されている者は、死刑判決が確定しても原則として移動することはない（例：名古屋市中区栄スナックバー経営者殺害事件の元死刑囚。名古屋から移動せず、2013年2月21日名古屋拘置所で死刑執行。）。
刑場のない刑事施設で死刑判決が確定するのは、主に以下の場合である。
- 高裁支部［仙台高裁（秋田支部）、名古屋高裁（金沢支部）、広島高裁（岡山支部・松江支部）、福岡高裁（宮崎支部、那覇支部）］で死刑判決を受け、最高裁で上告棄却の判決を受ける
  - 例：鳥取連続不審死事件の女性死刑囚の場合、第一審判決（鳥取地裁）後に鳥取刑務所拘置区から松江刑務所拘置区に移送され[8]、上告審判決（2017年7月27日）の時点では松江刑務所に収監されていた[9]が、死刑確定後の同年9月22日時点では、広島拘置所に移送されていることが確認されている[10]。
  - ただし、富山・長野連続女性誘拐殺人事件の女性死刑囚の場合、1992年3月31日に名古屋高裁金沢支部で控訴棄却（死刑とした第一審判決を支持）の判決を受け[11]、上告後の同年8月5日に金沢刑務所から名古屋拘置所へ移送された[12]。その後、上告棄却判決日を名古屋拘置所で迎えている[13]。
- 高裁はあるが、刑場がない場所（高松矯正管区）において最高裁の死刑判決を受ける - 例：坂出3人殺害事件の元死刑囚。高松高裁を経て最高裁で死刑確定。大阪拘置所に移送され、2014年6月26日に死刑が執行された。
- 刑場がない刑事施設で死刑の一審判決を受け、控訴せずに死刑が確定する - 例：福島女性飲食店経営者殺害事件の元死刑囚。福島地裁郡山支部で死刑が確定。1999年9月10日に宮城刑務所で死刑が執行された。

また、1945年 - 1963年の間は、東京に刑場がなかったため、死刑執行のため、宮城刑務所に死刑囚を送っていた。これは「仙台送り」と呼ばれていた。

#### 共犯死刑囚の分散
刑場のある施設であっても、1箇所に3人以上の共犯死刑囚が収容されている場合、1つの施設あたり2人以下になるよう分散が図られる。
例えば、警察庁広域重要指定118号事件の3死刑囚はもともと3人とも宮城刑務所仙台拘置支所に収容されていたが、うち1人は東京拘置所へ移送された（3人とも執行はされず病死）。
また、大牟田4人殺害事件の4死刑囚は、死刑確定時には4人とも福岡拘置所に収容されていたが、死刑囚のうち1人は広島拘置所、もう1人は大阪拘置所に移送されている。
オウム真理教事件の死刑囚13人は長年東京拘置所に全員が収容されていたが、全裁判が終結したことを受け2018年3月に分散された（その後、7月6日に元教団代表で全事件の首謀者の麻原彰晃（松本智津夫）以下7名、7月26日に残りの6名が執行）。なお、この13人については、2012年の春に刑場のある7施設への分散の予定があったが、2011年末に逃亡共犯者が出頭したために移送が立ち消えになった旨の報道があった。
この他、大阪・愛知・岐阜連続リンチ殺人事件の3死刑囚、マニラ連続保険金殺人事件の3死刑囚（うち1人は最近病死）も分散されている。
一方で、東京拘置所に収容中の架空請求詐欺仲間割れ殺人事件の死刑囚3人は分散されていない。
なお、3人以上の共犯死刑囚を1箇所の拘置所に収容しない理由は、共犯関係にある死刑囚は同日に死刑執行されるのが原則だからである。同日に同じ刑場で3人以上の死刑を執行するのは困難とされるが、1984年以降で1つの拘置所で同日に3人の死刑を執行した例もオウム真理教事件以外にも1例だけ存在する（1996年12月20日の死刑執行）。オウム真理教事件では2018年7月6日に3人、同年7月26日に3人が東京拘置所で執行された。

#### 死刑囚の出廷
これは死刑囚本人が被告人として出廷する場合と、証人として出廷する場合がある。
前者としては、宇都宮監禁殺人事件の死刑囚が、収容されていた東京拘置所から水戸へ移送され、水戸地裁で判決を受けたのち、再び東京拘置所に移送された例がある。
後者としては、オウム真理教事件の逃亡犯3人の裁判員裁判に、2013年から2015年にかけて、井上嘉浩、中川智正、新実智光、小池泰男、広瀬健一の5名が出廷した例がある。この出廷に関しては、検察側は死刑囚の心情の安定の問題、死刑囚に危害が加えられる可能性など、移送に伴う混乱は必至であるとし、「裁判所に呼ぶのはリスクしかない」と反対した。これは、死刑囚13名を全国7箇所の拘置所・拘置支所へ分散しようと計画していたこととは大きな矛盾であった。一方で、拘置所で行なった死刑囚の出廷の予行演習の情報は外部へ漏れ、テレビで放映された。実際の死刑囚の出廷は厳戒態勢のもと行われ、事なきを得た。

#### 死刑囚の医療機関への受診
死刑囚が病気に罹患し、その刑事施設で対応出来なければ、医療施設の整った他の刑事施設や外部の医療機関に受診させるため移送することがある。場合によっては入院もあり、そこで死亡する場合もある。
医療刑務所で死亡した例としては、高知連続保険金殺人事件の女性死刑囚（大阪医療刑務所）、平沢貞通元死刑囚（八王子医療刑務所）、マニラ保険金殺人事件の元死刑囚（八王子医療刑務所）。
外部の医療機関で死亡した例としては、高岡暴力団組長夫婦射殺事件の元死刑囚（名古屋の病院）、警察庁広域重要指定118号事件の元死刑囚（仙台市内の病院）。
外部の医療機関を受診させなかったために死刑囚で失明したとして民事訴訟となり、国側が死刑囚に対して和解金を支払った事例もある。

## 日本における死刑囚の確定と執行の推移

### 江戸時代後期・幕末
日本全体及び江戸時代全体を通じた死刑執行数は不明であるが、江戸や大阪町奉行並びに奈良奉行、その他の代官・郡代における死刑執行数は、期間は限定されるが、以下の通りである。
| 年                         | 磔       | 磔       | 獄門     | 獄門     | 火罪 | 死罪     | 死罪     | 下手人 | 江戸庶民 死刑執行数 |
| 年                         | 引回あり | 引回なし | 引回あり | 引回なし | 火罪 | 引回あり | 引回なし | 下手人 | 江戸庶民 死刑執行数 |
| -------------------------- | -------- | -------- | -------- | -------- | ---- | -------- | -------- | ------ | ------------------- |
| 1862年(文久2年)            | 3        | 0        | 7        | 33       | 2    | 19       | 74       | 1      | 139                 |
| 1863年(文久3年)            | 0        | 0        | 2        | 24       | 3    | 14       | 49       | 0      | 92                  |
| 1864年(元治元年)           | 1        | 0        | 2        | 19       | 5    | 6        | 54       | 0      | 87                  |
| 1865年(慶応元年)5〜12月    | 1        | 2        | 5        | 31       | 0    | 11       | 58       | 1      | 109                 |
| 死刑執行 方法別総計        | 5        | 2        | 16       | 107      | 10   | 50       | 235      | 2      | 427                 |
| 死刑執行方法別 割合内訳(%) | 1.2      | 0.5      | 3.7      | 25.1     | 2.3  | 11.7     | 55.0     | 0.5    | 100.0               |

- 上記の表では、15歳未満少年少女と女性は含まれていない。この期間中に15歳未満少年は死刑執行されておらず、
罪1等を減じて遠島となって、親戚預かりとなった者が3人いる。計上されていない女性は10人死刑執行されている。
- 上記の表では、死後磔刑により執行された者は含まれていない。この期間中に死体の状態で磔刑を執行された者8人、晒の上死体の状態で磔刑を執行された者1人いる。また、江戸での執行ではないが死体の状態で磔刑執行された有名人に大塩平八郎（大塩平八郎の乱の首謀者）がいる。
- 市中引き回しは、伝馬町牢屋敷で行われる獄門と死罪の場合は江戸中引廻、刑場（小塚原と鈴ヶ森）で行われる磔と火罪の場合は五ヶ所引廻であり、当時の極刑は火刑や磔であったため、後者の方が罪が重いとされた。但し獄門の場合、牢屋敷にて斬首後、刑場にて3日2晩、晒し首にされた。

| 年                         | 磔       | 磔       | 獄門     | 獄門     | 火罪 | 死罪     | 死罪     | 下手人 | 大阪庶民 死刑執行数 |
| 年                         | 引回あり | 引回なし | 引回あり | 引回なし | 火罪 | 引回あり | 引回なし | 下手人 | 大阪庶民 死刑執行数 |
| -------------------------- | -------- | -------- | -------- | -------- | ---- | -------- | -------- | ------ | ------------------- |
| 1781年(天明2年)            | 1        | 0        | 0        | 1        | 0    | 4        | 12       | 2      | 20                  |
| 1782年(天明3年)            | 0        | 0        | 0        | 2        | 0    | 1        | 32       | 4      | 39                  |
| 1783年(天明4年)            | 0        | 0        | 4        | 3        | 6    | 3        | 28       | 3      | 47                  |
| 1784年(天明5年)            | 0        | 0        | 16       | 8        | 0    | 8        | 43       | 6      | 81                  |
| 1785年(天明6年)            | 0        | 0        | 10       | 14       | 0    | 3        | 16       | 0      | 43                  |
| 死刑執行 方法別総計        | 1        | 0        | 30       | 28       | 6    | 19       | 131      | 15     | 230                 |
| 死刑執行方法別 割合内訳(%) | 0.4      | 0        | 13.0     | 12.2     | 2.6  | 8.3      | 57.0     | 6.5    | 100.0               |

大坂の火罪は江戸とは比較にならないほど少なく、天明5年から天保2年までの47年間は一件も執行されていない。
| 奉行・代官・郡代名 | 年                | 磔       | 磔       | 獄門     | 獄門     | 火罪 | 死罪     | 死罪     | 下手人 | 庶民死刑 執行数 |
| 奉行・代官・郡代名 | 年                | 引回あり | 引回なし | 引回あり | 引回なし | 火罪 | 引回あり | 引回なし | 下手人 | 庶民死刑 執行数 |
| ------------------ | ----------------- | -------- | -------- | -------- | -------- | ---- | -------- | -------- | ------ | --------------- |
| 奈良奉行所         | 1811年（文化8年） | 0        | 0        | 3        | 3        | 0    | 8        | 8        | 0      | 11              |
| 備中国倉敷代官所   | 1789（寛永9年）   | 0        | 0        | 0        | 0        | 0    | 0        | 0        | 1      | 1               |
| 西国郡代           | 1845年（弘化2年） | 0        | 0        | 0        | 0        | 0    | 0        | 0        | 1      | 1               |
| 飛騨郡代           | 1866年（慶応2年） | 0        | 0        | 0        | 0        | 0    | 1        | 0        | 0      | 1               |

- 奈良奉行所の市中引き回しの有無は不明

### 明治時代
| 年                 | 執行数         | 執行数                  | 執行数                  | 執行数         | 備考 |
| 年                 | 一般刑法犯     | 旧日本陸軍 常設軍法会議 | 旧日本海軍 常設軍法会議 | 総数           | 備考 |
| 旧刑法施行以前     | 旧刑法施行以前 | 旧刑法施行以前          | 旧刑法施行以前          | 旧刑法施行以前 | 旧刑法施行以前 |
| ------------------ | -------------- | ----------------------- | ----------------------- | -------------- | --- |
| 1869年（明治2年）  | 480以上        | 24                      | 1                       | 505以上        | 江戸時代の法に基づく裁き。東京府内では128人（梟首38人[男37人、女1人]、斬首：90人[全員男]）、京都府内では14人（刎[身首処ヲ異ニス]:9人、梟首4人、斬罪[袈裟斬り]:1人）、神奈川県は30人（磔:1人、市中引廻しの上梟首:1人、梟首：16人、斬首:12人）、若松県（現福島県）は斬首刑1人、長崎県内で4人（市中引廻しの上死罪:3人、斬罪[袈裟斬り]:1人）が死刑執行されている。但し、群馬県では執行はなかった。 明治二年公文録の刑部省伺（二十巻・二十一巻）で確認できたこの年の7月〜12月の間に出された断刑伺で刑部省により死刑可決された一般刑法犯の数は583人（磔:3人、梟首:231人、斬首:337人、自裁:1人）である。死刑可決された罪状は、最も多いのが強盗であり、全可決数の約84%（492人、内47人は強盗殺人）を占める。次いで、殺人の約6%（36人）である。また放火（放火殺人、放火窃盗含む）は11人である。但し、後述するように明治新政府に報告していない死刑があるため、日本国内全てでないことに注意する。 1868（明治元）年10月29日に仮刑律が制定され、死刑は、刎（身首処ヲ異ニス）と斬（袈裟斬）とがあったが、梟首（獄門に相当）・斬首（死罪に相当）・絞首刑の3種になった。そのほかに、磔、火罪（放火犯に対するもの）も用いられたが、明治元年太政官達916号により、前年11月13日に、磔刑は君父に対する大逆罪に対してのみ用いられることになり、火罪は梟首に代えられた。この年の8月に科刑名が変更され、磔を「磔刑」へ、梟首を「梟示」へ、刎首を「斬罪」に変更された。 また仮刑律より、官人と諸藩士に対して梟首は行わないことになっており、刎・自裁も他に知られないように行われた（但し、除族[士族の身分剥奪]した上で斬首刑を執行することが出来る。）。 更に、90歳以上又は7歳未満の者については死刑にせず（90歳以上で反逆の罪に問われた者は除く。）、7歳以上10歳以下の者と80歳以上90歳未満の者・重度障害者が殺人により死刑対象になる場合は、よく論議し、天皇に上奏した上で出された指令に従うこととし、その他の罪は刑罰を科さないこととなった（新律網領では、傷害と窃盗は収贖）。また、11歳以上15歳以下の者と70歳以上80歳未満の者と中度障害者は、死刑対象となる犯罪を犯したときを除き、流罪以下の罪を犯したときは収贖（刑に服する代わりに、金銭を納めて罪過をあがなうこと）させた。また、女性で懐妊した場合、産後100日は、刑罰を免除された。 しかしながらも、その法が適用された地域は旧天領である府県であり、諸藩に対しては残酷な刑罰を除去する事を命じた上で当面の間は自藩の刑法を施行させていたため、日本全国に適用されたわけではない。そして、版籍奉還が行われた後は死刑執行には政府の許可を得ることとなったが、版籍奉還直後に全ての藩へ実行されたわけではない（版籍奉還される前の1867年（明治元年）10月31日に、刑部省の前身に当たる刑法官に伺いを出すよう各藩に指示しているが、遵守しているとは言い難かった。）。更に、引回し・鋸挽・晒の附加刑は、この年7月8日に、刑法官指令により廃止されたが、記録上では1870年（明治3年）5月27日に若松県（現福島県）で通貨偽造製造及び使用した罪で久右衛門が引き回しの上梟首されるまで、続いている。 国事犯では、兵部大輔大村益次郎の暗殺を実行した罪で、6人の梟首（12月27日朝執行）と神代直人の斬首（執行日不明であるが、確定日は10月20日）が執行された。また梟首の6人は、この年の12月20日に執行される予定であったが、攘夷派に同情的であった弾正台（京都支台）により、執行直前に差し止められている（粟田口止刑事件）。 軍事裁判の方面では、軍律の発布と糺門司の設置を行い、日本で初めて軍事裁判制度が確立しているが、 1872年（明治5年）3月25日に死刑執行方法を銃殺刑に定め、4月5日に銃殺を鎮台兵で行うことが定まるまで、主に斬首刑及び梟首で執行された。 また、糺門司による死刑執行数は、「太政類典草稿・第一編・慶応三年〜明治四年・第百二十二巻・兵制・軍律及行刑」と「公文録・明治二年・第十六巻・己巳七月〜十月・兵部省伺」で確認できた数であり、全て斬首刑（死罪相当）である。 なお、旧陸軍の執行数は、この年の8月17日に死刑が可決された旧会津藩兵8人（罪状：脱獄し、会津藩復興を企てる。内3人は侵入窃盗を行っている。）が含まれる。 旧海軍は、1869年（明治2年）9月8日に艦内のクロノメーターを盗み、逃走した罪で長鯨丸艦内に服役する形で鍛冶職に携わっていた政吉を、旧海軍による死刑と見做している（見做した理由は、短期間とはいえ軍務官所管時に可決されたことと箱館戦争で新政府軍により捕獲される前は、旧幕府海軍に所属していたため。また、旧海軍の歴史を兵部省海軍掛だった時期まで遡った場合、この死刑が旧海軍初となる。）。・ |
| 1870年（明治3年）  | 1080以上       | 12                      | 0                       | 1092以上       | 暫定刑法である新律綱領の制定され、この年の12月に発布される。この法により、磔刑は廃止され、梟首・斬首刑・絞首刑の3種類となった。更に、この法では親族から希望があれば死体の埋葬や弔いが許されているが、梟首により執行された者は、翌年8月24日に司法省が認めるまで、許可されなかった。 これらの方法で死刑執行される罪種は、絞首は強盗傷人・謀殺加功・闘殴殺であり、斬首は兇徒聚衆（後の騒乱罪にあたる）・謀殺・故殺・強盗殺人・祖父母父母殴・放火であり、最も重い梟首は家長謀殺人・一家三人殺人・祖父母父母殺人であった。 この時、斬首刑が主に執行されていた。また、士族に対しては、自裁（切腹）を設け、官吏にも準用した。 また、老小廢疾収贖條により、90歳以上又は7歳未満の者については死刑にせず、7歳以上10歳以下の者と80歳以上90歳未満の者・障害者が殺人をして死刑対象になる場合、よく論議し、天皇に上奏した上で出された指令に従うこととし、傷害と窃盗を犯した場合は収贖（刑に服する代わりに、金銭を納めて罪過をあがなうこと）し、その他の罪は刑罰を科さないこととなった。11歳以上15歳以下の者と70歳以上80歳未満の者は、死刑対象となる犯罪を犯したときを除き、流罪以下の罪を犯したときは収贖させた。 そして、この年の4月15日の太政官布告により、刑死者の試し斬りと人胆等の取り扱いが禁止される。また、禁止前の3月に刑部省より大学東校に肝臓・脳髄・陰茎等に効能がないか問い合わせたところ無いとの回答が3月17日に来ている。この回答により、前述の刑死者の人胆等の取り扱いを禁止するとともに、残酷であるとして試し斬りを禁止するよう4月12日に地方官（現在の都道府県知事）に通達している（なお、1902年[明治35年]に、野口男三郎が、ハンセン病の治療に人肉が有効だという俗信を信じ、義兄のハンセン病の治療のため当時11歳の児童を殺害する事件が起きている。）。 また、この年を最後に磔刑が廃止されているが、「太政類典・外編・明治三年〜明治四年・治罪法・行刑・死罪」で確認できる限りにおいては、この年の9月23日に刑部省により耕雲（罪状：父を殺し母を傷つける。更に、父母以外の3人の内2人を死に至らしめる。）の磔刑が可決されており、この人物が刑部省により磔刑執行を可決された最後の人物となる。更に、この年に刑部省により磔刑を可決された人数は11人であり、主人殺しの1人を除き、養実父及び祖父の殺害をしている。 これとは別に、偽造通貨の横行による経済的混乱と各国使節団による要請により、この年の6月18日には、偽造宝貨律が新たに制定されて、7月初旬までには全国に伝達された。この律では、偽造通貨を用いた主犯は梟首、従犯と偽造通貨製造犯を斬首刑にする厳しい刑罰が定められた。その後、12月3日に改定され、偽造通貨を用いた主犯のみ斬首刑となった。 東京府内では87人（磔:女1人、梟首:男28人、斬首：男58人）、京都府内では9人（刎[身首処ヲ異ニス]:1人、梟首6人、斬罪[袈裟斬り]:2人）、群馬県で77人（梟首:19人、斬首:47人、絞首：10人）、若松県（現福島県）64人（引回しの上梟首:1人、梟首:13人、斬首:49人<内1人女性>、絞首:1人）、神奈川県12人（梟首3人、斬首9人）が死刑執行されている。 「太政類典・外編・明治三年〜明治四年・治罪法・行刑・死罪」で確認できた1870年（明治3年）に出された断刑伺で刑部省により死刑可決された一般刑法犯の数は849人（磔:11人、梟首:261人、斬首:463人、絞首:113人、自裁:1人）である。また、この年の10月27日を境に可決された死刑の種類が異なっており、1月1日〜10月26日までは364人中、磔11人・梟首253人・斬首99人・絞首0人・自裁1人に対して、10月27日以降は485人中磔0人・梟首8人・斬首364人・絞首113人・自裁0人と死刑の種類別の構成比が大幅に異なっており、前者は梟首が7割近くを占めるのに対して、後者は斬首が約4分3を占め、10月26日まで可決がなかった絞首刑の可決（強盗でも10両未満の場合、絞首刑となっているケースがある。）が出ている。これは、10月に新律綱領が出来上がり、後は出版と清書のみの状態となっていたため、近々発布される新律綱領に合わせて可決された為である。 死刑可決された罪状は、最も多いのが強盗であり、全可決数の約72%（613人、内40人は強盗殺人）を占める。次いで、殺人の約14%（115人）である。また放火（放火殺人、放火窃盗含む）は32人である。 但し、明治新政府に報告していない死刑があるため、日本国内全てでないことに注意する。更に、こちらに記録されていない死刑執行があり、前述の若松県（現福島県）は、この太政類典では7人であるが、「旧若松県誌 政治部 刑」によれば、前述の64人となっている。何故なら若松県は、会津戦争により生じた経済の疲弊を主要因として、若松県内に流通する通貨が全て偽造通貨である程流通していたことにより、偽造通貨製造及び行使犯（新政府転覆を目的に旧会津藩士が中心に偽造通貨に関わっていた。中には若松県県民に対して、遣い走りをさせたりしていた。）が他府県藩に比べ多く、この年に死刑執行された者の内50人（市中引き回しの上梟首:1人、梟首:4人、斬首:45人）は偽造通貨の罪で死刑執行されていたこと、偽造宝貨律により偽造通貨の罪は若松県で刑部省に伺いを立てずに処断できることを主要因として、この差が生じることとなった。そのため、この太政類典に載っていない偽造通貨の罪により死刑執行された者らは含まれていない。 また絞首刑は、この太政類典では10月29日を皮切りに可決されているが、その日以前にも、群馬県においてこの年の6月に武装強盗をした安吉（強盗で得られた4両2分の内、1両1分125文が安吉の分として配分される。）と317両3分137文窃盗した小三郎が絞首刑に処されている（これら2人を含め、この年に10人絞首刑により執行されている。）。更に、東京府では、5月頃に金之助・房次郎・市蔵の3人が絞首刑を宣告されている。そして、大阪府においては、脱藩したことを隠し、土佐藩士を偽り詐欺をした上、仲間4人で偽造通貨売買の現場から大阪府監察役と偽り1700両分の2分金を窃盗した千吉郎が絞首刑を宣言されている（この年の2月に大阪府は斬首刑で行うよう刑部省に伺ったが、絞首刑となっている。）。しかし、新律綱領以前の絞首刑であるため、地上で首に縄をかけ、縄の両端を持った二人が縄をねじって締める「縛り首」の方法で絞首していた可能性がある。 そして、庚午事変により、この年の9月15日に10名が切腹しているが、日本法制史上最後の切腹ではない。何故ならその後に当たる1872年（明治5年）に切腹刑が執行された例があるからである。これとは別に横井小楠の暗殺を実行した罪で4人が梟首の判決を受けて10月10日に執行される。 また、死刑囚数は、雑誌『統計集誌』の8号に呉文聡が紹介した廃藩置県前の府藩県別の身分人員表より、1066人（内、東京府は171人、大阪府は104人、岩鼻県で55人）いた。 糺門司による執行数は、「s:太政類典・第一編・慶応三年〜明治四年・第百十三巻・兵制・会計」より確認できた執行数であり、その内8人は梟首（1人：市中見廻りと偽って侵入窃盗及び侵入強盗の主犯格:1人、7人:強盗殺人）で執行されている。 |
| 1871年（明治4年）  | 1246以上       | 0                       | 0                       | 1246以上       | 1871年までの数値は、戊辰戦争による刑死は含まれない。更にこの年の8月29日に廃藩置県が行われ、更なる中央集権化が行われた。また、8月28日に軍律に代わり、海陸軍刑律が発布。 京都府内では9人（梟首1人、斬罪[袈裟斬り]:8人）、長崎県内で12人（斬罪[袈裟斬り]:3人、絞首：9人）、岐阜県内で1人（絞首1人）が死刑執行されている。また、この年の8月24日に梟首で執行された者の遺体の引き取りが認められ、10月10日には、執行日当日に獄囚掛（刑務官の前身）に、当日でない場合は解剖場に申し出るように定めた。 国事犯では、新政府転覆の陰謀の疑いにより、十分な取り調べもされず、雲井龍雄の梟首（2月17日に伝馬町牢獄で斬首刑が執行され、斬首刑後の首を小塚原刑場で晒された。）と11人の斬首刑が執行された（斬首刑により執行された者の内5人の罪状に、偽造貨幣の製造及び使用も加えられている。）。 旧日本陸海軍の執行数は、「太政類典・第一編・慶応三年〜明治四年・第百十三巻・兵制・会計」で確認できた執行数である。 |
| 1872年（明治5年）  | 1128           | 6                       | 0                       | 1134           | 旧日本軍に軍事裁判所が設置される。また、この年の3月25日から軍事裁判での死刑執行方法が、1875年（明治8年）に行われた絞首刑1件を除き、銃殺刑と定められた。更に、銃殺を鎮台兵によって行われることが4月5日に定められる。そして、6月8日早朝に明治以後で初めて日本国内で銃殺刑により執行された(江戸時代以前まで遡った場合、天正17年10月29日（1589年12月6日）に須田盛秀の嫡男であった須田秀広が、伊達政宗の手により火縄銃で執行されたのが、最初である。)。と同時に、旧日本陸軍創立以来初の死刑執行となった（但し、陸海軍省分離前の兵部省の時期まで遡った場合、1869年（明治2年）8月13日に脱走の罪で銃手7人が死刑が可決されたのが最初となる。）。執行された者は、元兵部省鳶人足の藤吉と定次郎であり、罪状は仲間を作って、1971年（明治4年）12月上旬〜1972年（明治5年）2月中旬の間に前者は約600両、後者は約520両相当を得るまで官物窃盗を繰り返したことであり、5月13日に死刑が確定した。また、多田陸軍裁判中主理（9等判任官）立会いの下、矢上大尉・勝部少尉・葉山少尉率いる小隊により執行された。 一般刑法犯死刑執行方法別内訳：梟首69人（男67人、女2人）、斬首：775人（男766人、女6人、不明:2人）、絞首刑：283人（男279人、女4人）、自裁：1人（京都府士族男性:1人） そして、この年の11月28日に絞柱により絞首刑により執行された田中藤作（罪状：久万山・久米騒動で放火を行う。）が蘇生した事件が起こっており、翌年9月に既に執行されたこととフランスで国王により赦免した事例（フランスでは、1791年6月3日以降にギロチンよる死刑に統一されたため、それ以前の事例である。）があることを理由に刑が免ぜられ、戸籍を回復している。 但し、以下の死刑を執行された17人（裁判を受けずに執行された市川栄之助含む。）は含まれていない。 - 鞠山騒動によりこの年の4月3日に敦賀県の裁判で自裁が下され自裁した4人 - 加賀本多家旧臣の敵討ち（明治の忠臣蔵と言われている。本多政均暗殺事件に関わった人物らを加賀本多家旧臣ら15人により殺される。また、1873年（明治6年）2月7日布達の太政官第37号「復讐禁止令」が出される以前の最後の仇討ちである。）により、この年の11月4日に石川県刑獄寮の裁判で自裁が下され、日本法制史上最後に自裁（切腹刑）した旧臣12人 - キリスト教信仰を理由に11月25日の京都で秘密裏に獄内で死刑執行された市川栄之助（公式発表では獄死） 国事犯として若松県徒刑場にて会津藩復興陰謀を計画し獄外で同様の運動を行っている一部の旧会津藩足軽に連絡しようとした罪で首謀者の庄八が4月20日に刑部省により梟首が可決され、その後執行されている。 |
| 1873年（明治6年）  | 961            | 1                       | 0                       | 962            | 欧米の近代刑法の影響を受けた改定律例の制定。この律令の第2条により、死刑になる罪種が制限される形となり、謀殺故殺・強盗・放火・官物又は雇い主の財産の窃盗（官物以外の自己管理下の財産は200円以上[但し、再犯は150円以上、3犯は30円以上]、それ以外の場合は300円以上[但し、再犯の場合は250円以上、3犯の場合は40円以上]）・通貨偽造・終身刑を科された囚人の脱獄に限定された（但し、国事犯や軍事裁判所で裁かれた場合は、その限りでない。）。なお、刑死者は、改定律例第10条より、葬儀を行うことと墓石に氏名や死亡年月日を記載することを許さなかった。 なお、新律網領において、重度障害者が殺人により死刑対象になる場合は、よく論議し、天皇に上奏した上で出された指令に従うこととし、傷害と窃盗は収贖し、その他の罪は刑罰を科さないこととなっているが、改定律令では両目を失明した視覚障害者については、終身懲役以下は収贖出来るものの、死刑に関しては科されることとなる。 また終身懲役を導入したことで、死刑を回避された者が、少なくともこの年で228人いる。 一般刑法犯死刑執行方法別内訳：梟首34人（男33人、女1人）、斬首：709人（男690人、女19人）、絞首刑：218人（男217人、女1人） 軍事裁判所：陸軍軍人：1人（近衛歩兵第3大隊曹長、罪状：明治六年政変の混乱（この時、近衛の将兵が大量に離脱したため、近衛隊が、事実上解体に追い込まれている。）に乗じて、1,354円8銭24厘の官金窃盗、執行日：12月18日。一説には、山縣有朋による近衛隊の綱紀粛正のターゲットにされたためと言われている。なお、海陸軍刑律の第166条より50円以上の窃盗は死刑対象となっている） |
| 1874年（明治7年）  | 748            | 3                       | 0                       | 751            | 一般刑法犯死刑執行方法別内訳：梟首14人（男13人、女1人）、斬首：617人（男601人、女16人）、絞首刑：117人（男113人、女4人） 上記の死刑執行に下記の事件や士族反乱により国事犯として死刑執行された38名は含まれる。 - 佐賀の乱：明文化された法律に基づかず、当時内務卿であった大久保利通の意に沿った裁判長河野敏鎌の事前意見をもとに恣意的に刑が定められ適用され、事実上私刑の形で国事犯として江藤新平、島義勇が梟首、他の11人が斬首刑によって死刑執行された。 - 岩倉具視襲撃事件：この事件の実行者9名は、政治的判断により主従関係の区別なく、斬首刑によって死刑執行された。そして、北条県新政反対一揆により北条県臨時裁判所により一揆参加農民15人の斬首刑が執行された。 - ドイツ代弁領事L・ハーバー殺害事件：加害者の田崎秀親は9月26日午前10時に斬首刑により執行された。 軍事裁判所：陸軍軍人及び軍属：3人（罪状：台湾出兵時にて台湾蕃地に設けた官庫の洋銀を窃盗：2人、大阪市内で自ら管轄していた武器庫で盗んだ銃剣2,040本を売り、1,020円を得る:陸軍武庫権中令使[執行日：1月22日、多田陸軍裁判中主理（9等判任官）立会いの下、矢上大尉・勝部少尉・葉山少尉率いる小隊により執行された]） |
| 1875年（明治8年）  | 452            | 6                       | 0                       | 458            | 一般刑法犯死刑執行方法別内訳：梟首13人、斬首：371人、絞首刑：68人。 旧日本陸海軍の執行数は、「s:太政類典・第二編・明治四年〜明治十年・第二百四十一巻・兵制四十・軍律及行刑五」より確認できた執行数にこの年に死刑が確定し翌年執行された1人を除いた数である。また、この年の旧日本陸軍において4人の死刑が執行されたが、その内の1人である大阪鎮台の徒刑人（終身刑）の岡田政吉が脱獄により絞首刑によって執行されている（終身刑になる前は、伍長の時計を盗み逃走した罪と2度の脱獄を経て、終身刑となっている。）。絞首刑となった理由は、当時の陸海軍軍律には、脱獄に関する刑罰が定められておらず、改定律例第302条より、終身刑囚の脱獄の場合、絞首刑と定められていたからである。このケースは、旧日本陸軍において連合国による軍事裁判を除き、陸軍省年報及び陸軍省統計年報の限りにおいては、絞首刑になった唯一の例であると言える。他の3人はいずれも下士官であり、銃殺刑により執行された。 |
| 1876年（明治9年）  | 388            | 3                       | 0                       | 391            | 一般刑法犯死刑執行内訳：梟首6人（男性：4人、女性:2人）、斬首：352人（男性：345人、女性:7人）、絞首刑：30人（男性：28人、女性:2人） 2月14日に布達された司法省布達20号より、死刑及び終身懲役を科される可能性がある者に対して、地方の裁判官に酌量軽減の裁量を認めた。 更に、この年と翌年に布告された以下の太政官布告により、窃盗及び偽造と殺人を伴わない強盗は一番重くとも懲役終身となる。 5月19日布告：明治9年太政官第74号による私借官物律令の削除と雇人盗家長財物律及び窃盗条例の改正 7月18日布告：明治9年太政官第101号による常人盗条例（改正律令126条）削除と監守盗常人盗条例、監守盗条例、常人盗条例の新設（後者2つの条例は再犯した場合） 翌年3月2日布告：明治10年太政官第25号による強盗律及び偽造宝貨律の改正。 そのため、陸軍刑法と海軍刑法が施行するまで続いた旧日本軍による窃盗犯と死傷を伴わない強盗犯に対する死刑執行を除き、この年を最後に窃盗（3人）及び通貨偽造（8人）と死傷を伴わない強盗により死刑執行された者はいなくなる。特に死傷を伴わない凶器を用いた強盗犯の死刑執行がこの通達により、この年には235人いたが、次年の1877年（明治10年）には全くいなくなった。しかし改正強盗律では凶器を用いて金品を強奪した場合、主従関係なく終身懲役（強奪していない場合は、主犯格）としたため、終身懲役を科された者が、8割近く（791人中623人）いた。 そして、士族反乱を起こしたことにより国事犯として斬首刑を執行された13人（神風連の乱:3人、萩の乱:8人、秋月の乱:2人）が含まれている。 旧日本陸海軍の執行数は、「太政類典・第二編・明治四年〜明治十年・第二百四十一巻・兵制四十・軍律及行刑五」に確認できた執行数に前年に死刑が確定しこの年に執行された1人を加えた数である。 |
| 1877年（明治10年） | 160            | 4                       | 1                       | 165            | 一般刑法犯死刑執行内訳：梟首10人（男性：9人、女性：1人）、斬首：126人（男性：122人、女性：4人）、絞首刑：24人（男性：21人、女性：3人） 国事犯として、西南戦争時に西郷軍側に立っていた22人が斬首刑を執行された。その一人に、官金を西郷軍に提供した罪でこの年の9月30日に斬首された大山綱良がいる。 その他に東京臨時裁判所に思案橋事件により死刑判決が下され斬首刑を執行された3人がおり、国事犯として死刑執行された25人は含まれている。 反対に日本陸軍側においては西南戦争中に起こした犯罪により、以下の4人が死刑となっている。 - 別働第2旅団歩兵第25中隊二等卒：罪状は、酩酊状態で民家を放火。この年の7月10日に死刑判決が下され執行、 - 開拓使農業現術生徒（従軍時は屯田兵輸重部附属兵）：罪状は、押入強盗で640円余りを奪う。この年の7月23日に死刑判決が下され執行] - 福岡県在住平民：罪状は、元々旧日本陸軍の輜重夫であったが、この年の5月下旬に西郷軍の陣地に誤って立ち入り捕まったのを機に西郷軍側に立ちスパイ行為。この年の7月23日に死刑判決が下され執行] - 第2旅団歩兵第11連隊1等卒兵：罪状は、押入強盗で鶏用空樽等を奪い、凶器を用いて現金5円70銭と衣類等48品奪う。この年の9月13日に死刑判決が下され、翌日に執行されている。但し、別の公文書では8月9日に執行されたことになっているが、こちらが事実である場合、判決前に執行したことになる。）。 また、旧日本陸海軍の執行数は「s:太政類典・第二編・明治四年〜明治十年・第二百四十一巻・兵制四十・軍律及行刑五」と「陸軍省大日記」より確認できた執行数である。 そして、この年に旧日本海軍創設以来、11月1日に死刑執行が確定し、同月28日に初めて死刑が執行された。日本海軍による死刑執行者第1号は一等若水兵伊藤鉱吉であり、罪状は倉庫に侵入し383円95銭相当の官物を窃盗したことである（但し、兵部省海軍掛だった時期まで遡った場合、1869年（明治2年）9月8日に艦内のクロノメーターを盗み、逃走した罪で長鯨丸艦内に服役する形で鍛冶職に携わっていた政吉が死刑宣告されたのが最初である。 |
| 1878年（明治11年） | 166            | 58                      | 0                       | 224            | この年を最後に梟首が無くなる。また、旧日本陸軍の死刑がこの年多く執行されたのは、明治11年8月に発生した竹橋事件によるもの（死刑執行の際は、十字架に縛り上げた上で、15人ずつ一度に銃殺された。）。そして、旧日本陸海軍の執行数は、陸軍については第四回陸軍省年報の死刑執行数から「太政類典・第三編・明治十一年〜明治十二年・第五十三巻・兵制・軍律及行刑」により明治12年1月〜6月まで確認できた2人とこの年に死刑が確定し翌年執行された1人及び竹橋事件で1879年（明治12年）4月10日に執行された2人を引いた執行数である。 一般刑法犯死刑執行内訳：梟首18人（男15人、女3人）、斬首：133人（男125人、女8人）、絞首刑：15人（男14人、女1人） また、大久保利通暗殺事件を起こし、国事犯として斬首刑で執行された6人は含まれる。 また、この年の10月14日に不倫を疑い、このままでは自分を殺害し不倫相手と結ばれてしまうと思い込み、夫婦喧嘩をきっかけに就寝中の夫を鉈と包丁と山刀で13カ所の傷を負わせ刺殺した稲イシが静岡市内で執行され、静岡市内の安倍川湖畔で斬首された首を晒され、日本国内で最後に梟首（獄門）された女囚となった。その4日後に、代言人（弁護士の前身）の免許を取得するために東京での勉学費用を得ようと刀を武装した状態で、この年の5月12日23時に他人の家に忍び寄り、忍び寄った家の夫婦と長女を殺害し、次女に傷害を負わせた罪で、林平次に対して梟首の判決が下されている。 また、20歳未満で死刑執行された者が14人（絞首刑：1人、斬首刑：11人、梟首刑：2人）いたが、その内の1人が女性であり斬首刑により執行されており、日本で最後に20歳未満で斬首刑により執行された最後の女性となる。そして、15歳未満の少年が斬首刑により執行されており、この執行が15歳未満の少年死刑囚の最後の死刑執行となった。 |
| 1879年（明治12年） | 142            | 6                       | 1                       | 149            | この年の1月4日に明治12年太政官布告第1号により梟首を正式に廃止。 また、旧日本陸海軍の執行数は、「太政類典・第三編・明治十一年〜明治十二年・第五十三巻・兵制・軍律及行刑」により確認できたケースに加えて、前年に確定しこの年の1月21日に執行された1人と竹橋事件でこの年の4月10日に執行された2人をを加えた執行数である。そして、この年の12月3日に軍事裁判所により死刑が確定し、翌日に執行された東京鎮台騎兵第1大隊1等卒兵の宇留根利吉（罪状：工兵第1大隊営下副官室に侵入し、2,572円37銭8厘の窃盗）が、日本国内で軍事裁判を含めて最後に窃盗で死刑になった人物となる。 一般刑法犯死刑執行内訳：斬首：125人（男112人、女13人）、絞首刑：17人（男14人、女3人） また、大久保利通暗殺事件を起こし、国事犯として斬首刑で執行された6人は含まれる。 また、この年に高橋お伝が斬首刑に処せられている。因みに、高橋お伝は最後に斬首された女囚ではない。そして、当時15歳未満であった三浦千代太郎（罪状：1879年[明治12年]4月から同年7月の間に年給3円で約8畝の畑を耕耘する仕事をしていたが、自身1人に対する仕事量が多く、休暇を何度か願い出たが却下されるばかりか叱責されたため、休暇を得るために雇用主の家の放火を決意し、同年7月7日に放火。）がこの年の11月4日に広島裁判所により斬首刑の判決が下されたが、情緒酌量の余地があり15歳未満の少年であることを理由に、翌年1月9日に懲役10年に減刑する形で恩赦が与えられ、日本で最後に15歳未満で斬首刑の判決が下された人物となった。 |
| 1880年（明治13年） | 111            | 4                       | 0                       | 115            | 旧刑法（明治13年太政官布告第36号）が制定される。また、旧日本海軍の執行数は、「太政類典・第四編・明治十三年・第三十五巻・兵制・徽章」で確認できた執行数である。 一般刑法犯死刑執行内訳：斬首：107人（男100人、女7人）、絞首刑：4人（全員男）。脱獄を理由とした死刑執行がこの年に2人の斬首刑により執行された（その内の1人は、脱獄の上放火した細見忠助）。それ以後、脱獄のみで死刑になることはなくなった。 |
| 1881年（明治14年） | 96             | 2                       | 0                       | 98             | 陸軍刑法と海軍刑法が制定される。また旧日本陸海軍の執行数は、明治14年の公文録（陸軍省）の138巻及び140巻に記載されている犯罪処分された者で、死刑執行されたことが確認できた執行数である。そして、この年の3月31日に死刑宣告され、同年4月18日に銃殺刑により執行された東京鎮台歩兵第1連隊二等卒兵長谷川栄太郎（罪状：武装強盗）が、軍事裁判を含めて死傷及び不同意性交を伴わない強盗で最後に死刑執行された人物となる。 一般刑法犯死刑執行内訳：斬首：93人（男86人、女7人）、絞首刑：3人（全員男）。 この年の7月27日に市ヶ谷監獄にて強盗目的で一家4人を殺害した岩尾竹次郎、川口国蔵の2人の死刑執行が山田浅右衛門による最後の斬首刑である。このケースとは別に、府県史料で確認出来る限り、日本法制史上最後の斬首刑(少なくとも当時の法に適法である)の判決が下されたのは、鳥取県でこの年の12月30日に下された徳田徹雄（罪状：徳田含めた6人組で武装し、強盗殺人[殺害人数：1人]）である。また、判決では除族も付加されている。そして、15歳以上20歳未満の少年4人が、斬首刑により執行されており、1911年まで20歳未満の執行が行われなかった。 |
| 旧刑法施行下       |                |                         |                         |                | |
| 1882年（明治15年） | 51             | 1                       | 0                       | 52             | 1月1日に新律綱領・改定律例に代わって旧刑法が施行される。旧刑法施行により、一般刑法犯の死刑執行方法が絞首刑に限定された。 また、20歳未満に犯行を及んだ場合、旧刑法第79条〜第81条より、年齢12歳未満の者を刑事責任無能力者とし、12歳以上16歳未満の者については，是非の弁別なくして犯したときは罪を論ぜず、ただ情状によって20歳に達するまで懲治場に留置できることとし、弁別のあるときは2等減刑することが定められていた。また16歳以上20歳滿の者は、1等減刑することが定められており、20歳未満の場合、現刑法施行時まで死刑に出来なかった。 この年の12月21日に中之島監獄分署で岡田福松（罪状：強盗犯で終身懲役の刑を受け服役したが、脱獄。脱獄後、強盗の罪を重ね、1882年[明治14年]5月19日に行った強盗で1人殺害）の死刑が執行されるが、縄がちぎれる事故が発生する。その後、引き揚げて、執行用の縄を交換して執行した。 また、軍事裁判所から軍法会議へ改称する。 そして、旧日本陸軍の執行数は、第七回・第八回陸軍省年報の軍法の章内にある行刑表に記載された死刑執行数の合計値（明治14年7月〜明治16年6月の間に執行された人数:2人）から、明治14年の公文録（陸軍省）の138巻及び140巻に記載されている犯罪処分された者で、死刑執行されたことが確認できた者が執行された年月が明治14年1月〜6月の間であることを確認し、第1回陸軍省統計年報（明治16年中執行人数:2人）と第九回陸軍省年報（明治16年7月〜12月執行人数：1名）より、明治16年1月〜6月の間に死刑執行された人数が1人であることから、この1人を差し引いた数を1882年（明治15年）に旧陸軍常設軍法会議により執行された人数としている。 |
| 1883年（明治16年） | 61             | 2                       | 0                       | 63             | 軍事裁判の訴訟手続法として陸軍治罪法が制定される。 この年の7月6日に市ヶ谷監獄で小野澤おとわ（罪状：1882年[明治15年]7月25日に藤澤お里かを絞殺。）の死刑が午前8時半に執行され5分程で絶命したが、おとわが肥満体であったため、首が半分ちぎれる事故が発生する。執行後の死体をおとわの兄に引き渡す際、おとわの首に執行用の縄が食い込んでいたため、刃物を以て切断し直に棺に入れた上で引き渡された。 なお、イギリスでは、死刑が廃止（1969年12月。但し、北アイルランドは1973年、完全撤廃は1998年）されるまで絞首刑による執行が行われており、ジョン「ババコーム」リー (John 'Babbacombe' Lee) に代表される一連の絞首刑の失敗の反省から1888年（明治21年）に公式ドロップテーブルが作成されており、このマニュアルに基づき、執行者の体重に応じて、執行用の縄の長さを調整していた。 |
| 1884年（明治17年） | 52             | 1                       | 0                       | 53             | 海軍治罪法が制定される。 |
| 1885年（明治18年） | 130            | 1                       | 0                       | 131            | 激化事件である秩父事件により5人がこの年の5月17日に熊谷監獄にて絞首刑が執行される。また、同年7月27日に赤井景韶（罪状：冤罪事件である「高田事件」により収監。その後脱獄し、逃走中の所を目撃した人力車夫を殺害）の執行を旧自由党党員を始め100余名が観覧している。 |
| 1886年（明治19年） | 131            | 2                       | 0                       | 133            | この年の12月に「青森の亭主殺し」事件の加害者である小山内スミと小野長之助の公開斬首刑が青森県弘前市の青森監獄前で行われた。この時2人の斬首刑に兼平巡査が斬首刑の執行人として、死刑執行者付添役に森矯（東奥義塾教師）がそれぞれの任を果したと言わている。 しかし、このことが事実である場合、この死刑執行は事実上の斬首刑の最後であると共に、官憲による日本国内における一般刑法犯に対する最後の非合法の死刑執行かつ公開斬首刑であると言わざるをえない。 この年の11月24日に沖縄県で新垣亀（罪状：脅迫と窃盗と謀殺。この3つの犯罪の内、謀殺の罪により沖縄県裁判所[現・那覇地方裁判所 ]にてこの年の4月に死刑判決。）に対する死刑執行命令が下され、琉球処分による沖縄県設置以降で初めて死刑執行された人物となった。 なお、治罪法第460条より執行命令から3日以内に行うように規定されているが、翌年の3月20日の大阪朝日新聞に掲載された記事によれば、翌年の1月に執行されていることになっている。 そして、沖縄県においては新垣亀が執行されるまで、琉球王国時代含め百数十年以来執行されていなかった。なお、琉球王国において、1786年に制定された琉球科律という刑法があり、全体の量刑は大清律に比べて一般に軽く、自由刑が多かった。死刑に次いで重い刑罰は、刑期が10年か終身の流罪で流罪先は八重山列島であった。 また、激化事件である加波山事件によりこの年の10月2日に3人、10月5日に3人が絞首刑により執行される。 |
| 1887年（明治20年） | 97             | 1                       | 0                       | 98             | |
| 1888年（明治21年） | 60             | 1                       | 0                       | 61             | |
| 1889年（明治22年） | 49             | 0                       | 0                       | 49             | |
| 1890年（明治23年） | 39             | 2                       | 0                       | 41             | |
| 1891年（明治24年） | 66             | 0                       | 0                       | 66             | |
| 1892年（明治25年） | 51             | 0                       | 0                       | 51             | |
| 1893年（明治26年） | 46             | 0                       | 0                       | 46             | この年の7月27日に市ヶ谷監獄で長島高之助（罪状：前年<明治25年>7月24日深夜に強盗目的で侵入し、犯罪の発覚を恐れて斧で侵入した家の家主に重傷を負わせ死に至らしめ、長島に飛び掛かってきた家主の妻を殺害。更に、当時4歳だった主人の娘が泣き出したことを理由に殺害。その後、強盗殺人ではなく家主から賭博で貸した金の催促の際、口論となって殴っただけであると主張したが、この年の5月12日に東京控訴院により死刑判決が確定する。）の死刑が執行されたが、執行用の縄が外れる事故が発生する。2回目の執行も外れ、3回目にようやく執行される。 旧日本陸軍で、上官（歩兵少尉）に対し暴行を行った罪で、第4師団野戦砲兵第4連隊所属の砲兵1等軍曹・砲兵上等兵・砲兵1等卒兵に対して、この年に死刑判決が下されたが、事件当時、酩酊状態で犯行に及んだこと、上官の服装が軍服以外の平服であり、夕暮れ時で顔が判別しづらい状況であったことを考慮し、同年6月19日に有期流刑15年に2等減刑されている。そのため、この年に死刑判決が下されているものの執行された者はいない。 その後、砲兵1等軍曹は後述する英照皇太后崩御により更に減刑され、1897年（明治30年）4月26日に特赦されているが、砲兵上等兵と砲兵1等卒兵も同様に放免されたか集治監で何らかの理由で獄死したかは定かではない。 |
| 1894年（明治27年） | 52             | 0                       | -                       | -              | 1894年（明治27年）7月25日から1895年（明治28年）4月17日にかけて日清戦争が行われる。その間に、戦地での軍法会議含めて1895年（明治28年）5月11日に野砲兵第4連隊所属の20代前半の1等兵（罪状:賭博を密告した疑いのある上等兵を賭博仲間とこの年の3月8日夜に布団を被せて集団私刑を行う。その後、上等兵に集団私刑について詰め寄られ、短刀で刺殺。更に、新兵時に書籍購入の事で殴打した別の上等兵を刺す[休業10日間を伴う重傷]。そして、暴行を行っていると言われている曹長も刺す[休業2週間を伴う重傷]。曹長を刺したことで、上官に対して兵器を用いて暴行した罪でこの年の3月28日に死刑判決が出される）の死刑執行のみである。 また戦中の1894年11月に発生した旅順虐殺事件（この事件による死者数は、中国側は2万名弱、日本側では秦郁彦により多くとも2,000人、樋口晴彦は旅順陥落後死亡した6,000人[軍人:5,000人、民間人:1,000人]の内、国際法に反した虐殺に当たるのは500人[軍人:100人、民間人:400人]としている。またこの事件の背景には、敗走した清国軍兵が軍服を脱ぎ捨て偽装非戦闘員に成り済ました者が多数いたことが要因の1つに挙げられる。）により軍法会議により処された者は、当時の政府首脳により不可能と判断したため、いない。 そして、軍法会議とは別に日清戦争中における占領地において死刑執行された者は11人（1894年:2人、1895年:9人 全員男性）いる。罪状は軍需の妨礙が2人、間諜行為が8人（内2人は、1894年に執行）、軍用電線の切断が2人であった。いずれの犯罪も軍令の中で重罪に分類されているが、この表には含まれていない。 死刑執行は、獄舎内で憲兵により銃殺刑及び絞首刑により行われ、罪状書を公衆に晒した。 |
| 1895年（明治28年） | 75             | 1                       | 0                       | 76             | 1894年（明治27年）7月25日から1895年（明治28年）4月17日にかけて日清戦争が行われる。その間に、戦地での軍法会議含めて1895年（明治28年）5月11日に野砲兵第4連隊所属の20代前半の1等兵（罪状:賭博を密告した疑いのある上等兵を賭博仲間とこの年の3月8日夜に布団を被せて集団私刑を行う。その後、上等兵に集団私刑について詰め寄られ、短刀で刺殺。更に、新兵時に書籍購入の事で殴打した別の上等兵を刺す[休業10日間を伴う重傷]。そして、暴行を行っていると言われている曹長も刺す[休業2週間を伴う重傷]。曹長を刺したことで、上官に対して兵器を用いて暴行した罪でこの年の3月28日に死刑判決が出される）の死刑執行のみである。 また戦中の1894年11月に発生した旅順虐殺事件（この事件による死者数は、中国側は2万名弱、日本側では秦郁彦により多くとも2,000人、樋口晴彦は旅順陥落後死亡した6,000人[軍人:5,000人、民間人:1,000人]の内、国際法に反した虐殺に当たるのは500人[軍人:100人、民間人:400人]としている。またこの事件の背景には、敗走した清国軍兵が軍服を脱ぎ捨て偽装非戦闘員に成り済ました者が多数いたことが要因の1つに挙げられる。）により軍法会議により処された者は、当時の政府首脳により不可能と判断したため、いない。 そして、軍法会議とは別に日清戦争中における占領地において死刑執行された者は11人（1894年:2人、1895年:9人 全員男性）いる。罪状は軍需の妨礙が2人、間諜行為が8人（内2人は、1894年に執行）、軍用電線の切断が2人であった。いずれの犯罪も軍令の中で重罪に分類されているが、この表には含まれていない。 死刑執行は、獄舎内で憲兵により銃殺刑及び絞首刑により行われ、罪状書を公衆に晒した。 |
| 1896年（明治29年） | 72             | 1                       | 0                       | 73             | この年の9月15日に検事の許可の元、斎藤甚吉の死刑執行を見届けようと北海道根室の刑場で30人が参観している。 |
| 1897年（明治30年） | 21             | 0                       | 0                       | 21             | 英照皇太后崩御により、崩御翌日の1月12日から1月26日まで死刑執行が停止される。 更に、この年の1月19日に出された明治30年勅令第7号（大喪ニ附キ減刑ノ件）により、勅令が出た日までに死刑判決を受けた者は、勅令の第1条第1項により、無期徒刑（国事に関する罪以外を犯した場合。集治監で期間の定めない懲役を受刑する。但し、女性の場合は、流さずに懲役場[現在の刑務所 ]で受刑する。）又は無期流刑（国事に関する罪を犯した場合。集治監で期間の定めのない禁錮刑を受刑する。）に減刑されることとなった。そのため、前後年に比べ執行数が少なく、前年12月30日からこの年の6月7日までの158日間は、死刑執行がなかった 。 |
| 1898年（明治31年） | 48             | 1                       | 0                       | 49             | 元陸軍戸山学校助教（後備兵役歩兵曹長）（罪状：越後の縮商人の貸主による反物代の厳しい取り立てを背景に1897年（明治30年）9月11日に自らの職場である陸軍戸山学校に誘い出し酒を飲み交わした後で、貸主を校外へ誘い出し首を縄で絞めて気絶させた後、軍刀により殺害し顔面を切り刻んだ上で遺体を高田馬場付近の草むらに遺棄して、貸主が所持していた30円余りを奪う。）に対して死刑判決が下されたが、殺意が生じたタイミングが校内で酒を飲み交わした時であるか校外へ出た時であるか不明瞭であり、どちらにしろ殺害直前であり計画的に行ったと断定できないため、この年の2月4日に上奏して減刑が裁可され、無期徒刑となる。そのため、旧日本陸軍ではこの年の11月22日に上奏の上、死刑判決が裁可された第5師団歩兵第12連隊所属の歩兵2等卒（罪状：強盗殺人）の死刑執行のみである。 なお、この事件で陸軍刑法第28条及び第29条により元陸軍戸山学校助教の勲章（日清戦争時に兵站部に配属され従軍した暁に授かった勲8等旭日章と勲記、従軍記章と証状）及び恩給受領権が剥奪される。 旧日本海軍では死刑判決が出たが執行はされていない。執行がされなかった理由が獄死が自死又は恩赦によるものかは不明である。 |
| 1899年（明治32年） | 37             | 0                       | 1                       | 38             | ミルラー事件により、この年の1月に日本で初めて条約改正後に日本の法律に基づいて在留外国人の死刑が執行される。 旧日本海軍では１等機関兵による殺人既遂により20年振りに旧日本海軍で死刑執行が行われた。 |
| 1900年（明治33年） | 33             | 0                       | 0                       | 33             | |
| 1901年（明治34年） | 29             | 1                       | 0                       | 30             | |
| 1902年（明治35年） | 28             | 0                       | 0                       | 28             | |
| 1903年（明治36年） | 41             | 1                       | 0                       | 42             | |
| 1904年（明治37年） | 45             | 1                       | 0                       | 46             | 1904年（明治37年）2月8日から1905年（明治38年）9月5日にかけて日露戦争が行われたが、旧日本軍軍法会議によって死刑執行された者は戦地も含めて台湾陸軍軍法会議により謀殺を行った軍人軍属でない常人1人（元台湾守備軍歩兵軍役志願者）のみである。 そして軍法会議とは別に、戦中での占領地での死刑執行は56人（軍政署:39人、民政署:17人）いた。 軍政署期（1904年4月〜1905年6月9日）では、罪状別で間諜が13人、馬賊が6人、官名を濫用の上私印偽造をし恐喝して財を得るが5人、強盗殺人が3人（内2人は欠席裁判により宣告された者）、軍の妨害行動・鉄道破壊・哨兵に対し暴行がそれぞれ2人、鉄道橋を破壊し鉄桿窃盗・軍用電線を切断し電線窃盗・武装強盗・銃器隠匿・戦利品隠匿・凶器を用いて脅迫がそれぞれ1人であり、清国及び韓国人である。 民生署期（1905年6月10日以降）では謀殺が2人、強盗が12人、強制性交強盗未遂が2人、殴って死に至らしめた（傷害致死）のが1人であり、全て清国人である。また、戦中の占領地における死刑執行数は含まれていない。 執行は、銃殺刑及び絞首刑で執行され憲兵により行われた。（民政署は、民政長官の認可を得た上で、絞首刑及び斬首刑）。 |
| 1905年（明治38年） | 36             | 0                       | 0                       | 36             | 1904年（明治37年）2月8日から1905年（明治38年）9月5日にかけて日露戦争が行われたが、旧日本軍軍法会議によって死刑執行された者は戦地も含めて台湾陸軍軍法会議により謀殺を行った軍人軍属でない常人1人（元台湾守備軍歩兵軍役志願者）のみである。 そして軍法会議とは別に、戦中での占領地での死刑執行は56人（軍政署:39人、民政署:17人）いた。 軍政署期（1904年4月〜1905年6月9日）では、罪状別で間諜が13人、馬賊が6人、官名を濫用の上私印偽造をし恐喝して財を得るが5人、強盗殺人が3人（内2人は欠席裁判により宣告された者）、軍の妨害行動・鉄道破壊・哨兵に対し暴行がそれぞれ2人、鉄道橋を破壊し鉄桿窃盗・軍用電線を切断し電線窃盗・武装強盗・銃器隠匿・戦利品隠匿・凶器を用いて脅迫がそれぞれ1人であり、清国及び韓国人である。 民生署期（1905年6月10日以降）では謀殺が2人、強盗が12人、強制性交強盗未遂が2人、殴って死に至らしめた（傷害致死）のが1人であり、全て清国人である。また、戦中の占領地における死刑執行数は含まれていない。 執行は、銃殺刑及び絞首刑で執行され憲兵により行われた。（民政署は、民政長官の認可を得た上で、絞首刑及び斬首刑）。 |
| 1906年（明治39年） | 19             | 0                       | 0                       | 19             | |
| 1907年（明治40年） | 12             | 4                       | 0                       | 16             | 陸軍刑法と海軍刑法が改正される。 |
| 現行刑法施行下     |                |                         |                         |                | |
| 1908年（明治41年） | 51             | 1                       | 0                       | 52             | 現行刑法が制定。刑事事件に対する刑罰が現在の法体系となる。また、現刑法の第41条より、14歳未満は死刑にすることは出来なくなったが、旧刑法で出来なかった14歳以上20歳未満の死刑を科し、執行することが法的に可能となった。 |
| 1909年（明治42年） | 18             | 1                       | 0                       | 19             | |
| 1910年（明治43年） | 39             | 0                       | 0                       | 39             | |
| 1911年（明治44年） | 40             | 0                       | 0                       | 40             | 幸徳事件で、幸徳秋水ら12名に死刑執行される。 この年の7月13日8時11分に東京監獄にて、数え年20歳（実年齢18歳）の岩上洪治（罪状：阿弥陀堂に忍び入り、堂守の僧侶を殺害し、米5升と4円の金銭を窃盗する。）の死刑執行が執行され、8時24分に絶命した。旧刑法制定以来、20歳未満で初めて死刑執行された人物となり、30年ぶりに20歳未満の者に死刑執行された。 |

- 1868年（明治元年）における東京府内の死刑執行者は190人（磔3人、梟首95人、斬首：92人、全て男）[33]、京都府内の死刑執行者は17人（刎[身首処ヲ異ニス]:11人、梟首5人、死罪[袈裟斬り]:1人）、群馬県で9人（梟首:3人、斬首:6人）[35]。神奈川県内では、死刑執行はなかった[30]。
- 1869年（明治2年）〜1871年（明治4年）の執行数は、1876年（明治9年）10月13日に行われた元老院会議の改定律例249條1項改正ノ件（號外第16號意見書）第3議会における細川潤次郎の発言による[274]。但し、手塚豊によれば、廃藩置県が行われるまで藩が存在しており、藩独自の司法や行政を行っていたこと、版籍奉還後は明治新政府に許可を得るよう指示されたが、即座に実行されたわけでないため、藩が明治新政府に報告していない死刑が1871年（明治4年）以前に存在していることが指摘されている[45]。そのため、1871年（明治4年）以前の細川潤次郎の発言による執行数は、明治新政府として把握した数であるため、細川潤次郎が発言した該当年の執行数に「以上」と付加している。
- 国事犯として1869年（明治2年）〜1878年（明治11年）の間に死刑執行された者が107人（梟首された江藤新平含めた15名、それ以外は斬首刑）いる。死刑執行理由は、士族反乱で反乱側についたこと（51人、未遂の思案橋事件含む）・明治政府関係者暗殺（27人、未遂の岩倉具視襲撃事件含む）・一揆を主導及び一揆で殺人を犯したもの（15名）・明治新政府転覆の疑い（12人）・会津藩復興陰謀を企てたこと（1人）・外国人殺害（1人）である。国事犯とは別に、1872年（明治5年）11月25日にキリスト教信仰を理由により京都で秘密裏に獄内で死刑執行された市川栄之助（公式発表では獄死）や秩父事件と加波山事件の激化事件による11人の死刑執行や幸徳事件を含めた大逆事件により死刑執行された14人を含めた場合、133人となる。
また、治安維持法による死刑執行者はいないが（ゾルゲ事件により死刑執行されたリヒャルト・ゾルゲと尾崎秀実は、治安維持法より重い国防保安法により、死刑判決を受けている。）、特高警察の拷問・虐待により194人（小林多喜二も拷問により亡くなっている。）が死亡しており、この死因とは別に病死による獄死が1,503人いる[275][276]。
他にも1923年（大正12年）の9月1日に発生した関東大震災の混乱によって生じた「朝鮮人や共産主義者が井戸に毒を入れた」というデマにより、自警団・警察・旧日本軍により朝鮮人の虐殺事件が大量に生じている。朝鮮人以外にも、朝鮮人と誤解されて中国人が犠牲となった事件、沖縄・秋田・三重出身者が犠牲となった検見川事件や秋田出身者が犠牲となった妻沼町事件[277]、香川出身からの薬の行商団15人の内9人が犠牲となった福田村事件など地方出身の日本内地人、発音のために朝鮮人と誤認され殺害された聴覚障害者の事件の事例がある。そして、社会主義や無政府主義の指導者を殺害した動きがあり、無政府主義者の大杉栄・伊藤野枝・大杉の6歳の甥橘宗一らが殺された甘粕事件、川合義虎ら社会主義者10名が犠牲となった亀戸事件も起きている。この震災の混乱により生じた犠牲者数は不明であり、少なくとも約578人が殺害されている（朝鮮人の殺害者数については、吉野作造の調査より2,613人、大韓民国臨時政府機関誌『独立新聞』より6,661人[但し、山田昭次によれば、内訳を再計算すると6,644人になると指摘している]となっている）[278]。
- 1872年（明治5年）の4月3日に鞠山騒動により自裁した4人と同年11月4日に自裁した加賀本多家旧臣12人、11月25日の京都でキリスト教信仰を理由により京都で秘密裏に獄内で死刑執行された市川栄之助（公式発表では獄死）は含まれていない。

- 1876年（明治9年）、1878年（明治11年）～1878年（明治13年）については、昭和43年版犯罪白書の「II-7表 死刑執行人員(明治6〜昭和42年)」に記載の該当年の執行人員が、恩赦によって減刑された者が含まれているため、「太政類典・第三編・明治十一年～明治十二年」の「第九十三巻　治罪・赦宥一」～「第九十四巻　治罪・赦宥三」[167][184][168]と「太政類典・第四編・明治十三年」の「第六十一巻・治罪・赦宥一・犯情酌量」[185]と「公文録・明治十四年」の「百九十三巻・明治十四年五月・司法省（三）」[191]により恩赦を受けたことを確認できた者を差し引いた人数である。
なお、この期間に限定している理由は、以下である。
  - 1874年（明治7年）については、広島県史料の「国史稿本　刑罰（明治4‐10年）」に記載しているその年の執行人数が斬首9人と絞首１人であり[279]、日本政表（明治7年）の刑事裁判の20ページに記載の数値と一致しているが、この年に金丸京平（当時15歳）が放火の罪（罪状内容：病気の母にバイ（巻貝の一種）とバショウの根を具にしたお味噌汁を食べさせようとしたが、味噌については、購入するお金が無いため金井久佐衛門の家に行って貰い受けようとしたが、その家の妻に断られたため、そのことを恨んで1874年（明治7年）3月5日夜にその家を放火）で斬首刑が言い渡されたが、殺意を持って犯行に及んだわけではないことを理由に翌年1月19日に終身懲役へ減刑されている[280]が、広島県史料にその青年の名前が記載されていないため、恩赦による減刑を受けた者がその年に含まれていないと判断し、執行人数は昭和43年版犯罪白書に記載の数値のままとしている。
  - 1875年（明治8年）については、滋賀県史料の「滋賀県史（2編）　政治部　聴訴断獄（明治8・9年）」では強盗傷害により6人の男性が斬首されているが、この年に恩赦の減刑を受けた者2人の罪状が殺人（罪状内容：領民から金銭を掠め取るなど非道行為を行った駿河守最上五道家の家臣宮田忠左衛門を4人組で殺害。）であることと言い渡された刑罰が絞首刑と異なるため、執行人数は昭和43年版犯罪白書に記載の数値のままとしている。
  - 1876年（明治9年）については、強盗傷害で斬首刑が言い渡された奥海吉（罪状内容：仲間2人と組んで、1件の侵入窃盗と強盗2件を起こし、1874年（明治7年）10月6日）に起こした強盗事件で、家主に左膝に傷害を負わせる。）が、同年8月8日に起こった同獄者の首つり自死に対して人命救護を行ったため、翌年3月7日に終身懲役に減刑されているが、滋賀県史料の「滋賀県史（2編）　政治部　聴訴断獄（明治8・9年）」と第二司法省年報より、計上されているため、この年については昭和43年版犯罪白書に記載の数値から1名差し引いている[131][281][133]。
  - 1877年（明治10年）については、第3司法省年報より恩赦を差し引いた数値であるため、執行人数は昭和43年版犯罪白書に記載の数値のままとしている[282]。
  - 1878年（明治11年）については、長崎県史料の「刑罰条（明治9‐11年）」[283]より、斬首刑を言い渡された2人の内、1人（松尾多吉　罪状：田畑を売り渡した際、勝手に借金分を差し引かれた上で支払われたことに恨み、酒で酔った勢いに任せて、2度の放火未遂を経て、1877（明治10年）6月3日深夜に放火する[284]）は恩赦により終身懲役へ減刑されているが、司法省第四刑事統計年報[285]より、長崎県裁判所本庁で男性2人に斬首刑の判決が下されたており、両者の数値より含まれた人数であった。しかし、長崎県裁判所佐賀支庁で斬首刑の判決が下された持永ノイ（罪状内容：1875年（明治8年）5月に自身の男児を死産する。その後、再び妊娠するも夫は漁に出ている時に不倫をする。更に、生活苦により出来た借金を返済するため、近所から預かった品物を返済のために勝手に売ったこと、自身の病気によって鼻が欠損している外見を夫が良く思ってなかったことにより、翌年7月19日に妊娠している状態で離婚する。しかし、両親ともに死別しており頼れる親戚も無く、行く当てもなく住む場所も無い状態を嘆き、そのような状態にさせかつ自身の容姿を嫌う夫を恨み、同年7月28日に夫の家へ放火して、夫の家だけでなく隣家と牛小屋を焼失させる[286]。）が1878年（明治11年）7月26日に懲役終身に恩赦により減刑ささたが、第3司法省年報[287]と司法省第四刑事統計年報[288]と長崎県史料の「刑罰条（明治9‐11年）」[283]より含まれていないことが確認できたため、持永ノイを除いて「太政類典・第三編・明治十一年～明治十二年」の「第九十三巻　治罪・赦宥一」[167]と「第九十五巻　治罪・赦宥三」[168]により恩赦を受けたことを確認できた斬首刑4人と絞首刑3人の合計7人を差し引いている。
  - 1879年（明治12年）については、山口県史料の「政治之部　刑罰5（明治5‐17年）」[289]より3人の男性が斬首刑の判決が言い渡されていることになっているが、司法省第五刑事統計年報より、広島裁判所支庁より男性4人が斬首刑の判決が下されており[290]、残り1人は光永伊三郎（罪状：大上民三郎とその母親と同居人に8円余り[注 30][99]の窃盗の疑いを掛けられ、神籤や祈祷で自身が犯人にされるものの、最終的に村の集会で犯人でないと判断された。それに対して、大上民三郎に5円[注 31][99]の賠償金を求め、最終的にその半額を支払いとなったが支払ってもらえず、殺害を決意をする。その後、警察に訴えて公で裁く方が良いと判断し殺意がいったん無くなったが、偶然に大上民三郎に会い、祈祷の際の質に入れた品物を受け戻すように厳しく責められ、再び殺害を決意。その後、1878年（明治11年）9月25日に大上民三郎に重傷を負わせ、民三郎の母親を殺害する。殺害後自死しようとしたが、止められ未遂に終わる[291]。）に対する恩赦による終身懲役への減刑によるものであった。但し、大分県に関しては、恩赦による減刑を受けた者が1人（荏隈伝七　罪状：不倫相手が離婚後に婚約することを約束をしていたが、幼いころからの親しい友人と結婚することを知り、結婚の邪魔をするため、1879年（明治12年）12月11日に学校から盗んだ石炭油で友人の家を放火[292]）いたにもかかわらず大分県史料[293]と司法省第五刑事統計年報に差異が生じていないため、大分県の荏隈伝七を除いた「太政類典・第三編・明治十一年～明治十二年」の「第九十三巻　治罪・赦宥一」[167]と「第九十四巻　治罪・赦宥二」[184]及び「太政類典・第四編・明治十三年」の「第六十一巻・治罪・赦宥一・犯情酌量」[185]により恩赦を受けたことを確認できた斬首刑12人(内、女性が2人)と絞首刑2人の合計14人を差し引いている。なお、大分県に関しては、大分県史料[293]より1878年（明治11年）に2人の男性がそれぞれ梟首刑と斬首刑をそれぞれ1人に判決が下されているが、司法省第四刑事統計年報[294]では、熊本県裁判所支庁より梟首は2人に判決が下されていることになっている。
  - 1880年（明治13年）については、静岡県史料の「駿河国史　第3輯　材料　処刑書類（明治11‐14年）」[295]と司法省第六刑事統計年報[296]より、女性1人（半田ハツ　罪状：生計を助けるため、養育費5円を貰う形で棄てられていた乳児を育てたが、母乳があまり出せない状況で粥を与えたが日に日に弱っていき、養育費も尽き果ててしまい困り果て、乳児が泣き叫んでいることを理由に夫から「この子は死んでしまった方が良い。」という言葉をきっかけに乳児を圧死させる[297]。）斬首刑の判決が1880年（明治13年）6月4日に下されているが、情緒酌量の余地があるとして同年8月24日に恩赦により懲役終身に減刑されているため、昭和43年版犯罪白書の「II-7表 死刑執行人員(明治6〜昭和42年)」に記載の明治13年の執行人員から「太政類典・第四編・明治十三年」の「第六十一巻　治罪・赦宥一・犯情酌量」[185]と「公文録・明治十四年」の「百九十三巻・明治十四年五月・司法省（三）」[191]により恩赦を受けたことを確認できた斬首刑11人(内、女性が1人)と絞首刑2人の合計13人を差し引いている。
  - 1881年（明治14年）については、「公文録・明治十四年」にある太政官と司法省との間で授受した文書の中で、この年に死刑判決を下された死刑囚の恩赦が旧刑法施行直前のためか無かったため、執行人数は昭和43年版犯罪白書に記載の数値のままとしている[298]。
  - 　1882年以降は、死刑の判決を下された人数と執行された人数で区別しているため、執行人数は昭和43年版犯罪白書に記載の数値のままとしている[299]。

- 軍法会議は常設軍法会議（戦時・平時を問わず恒常的に設置されていた軍法会議で、陸軍には「高等軍法会議」や「師団軍法会議」があり、海軍には「高等軍法会議」や「鎮守府軍法会議」等があった。）と特設軍法会議（戦時事変等に際して必要に応じて設置され、陸軍の「軍軍法会議」や「合囲地軍法会議」等が、また海軍には「艦隊軍法会議」及び「合囲地軍法会議」等があった。）の2種類ある。日清・日露戦争で旧陸軍の戦地裁判に関しては死刑執行された者はおらず（旧海軍は、日清戦争における執行者数は、1895年（明治28年）の常設軍法会議を除き不明であるが、日露戦争においては死刑執行された者はいない。）、両戦争とも内地で起きた犯罪により常設軍法会議によって死刑判決が下され、執行されている[235][236][237][265]。そして、日清戦争中に起きた旅順虐殺事件により軍法会議によって処された者はいない。
- 日清・日露戦争における占領地での死刑執行は含まれていない。日清戦争では死刑執行された者は11人（1894年:2人、1895年:9人　全員男性）[239]であり、日露戦争では56人（軍政署:39人、民生署:17人）[266]であり、あくまでも裁判により死刑宣告された者に限る。

### 大正時代
| 年                 | 執行数     | 執行数                  | 執行数                  | 執行数 | 備考 |
| 年                 | 一般刑法犯 | 旧日本陸軍 常設軍法会議 | 旧日本海軍 常設軍法会議 | 総数   | 備考 |
| 大正期             | 大正期     | 大正期                  | 大正期                  | 大正期 | 大正期 |
| ------------------ | ---------- | ----------------------- | ----------------------- | ------ | --- |
| 1912年（大正元年） | 24         | 0                       | 0                       | 24     | |
| 1913年（大正2年）  | 60         | 0                       | 0                       | 60     | |
| 1914年（大正3年）  | 5          | 0                       | 0                       | 5      | この年の5月24日に行われた昭憲皇太后の御大喪に伴う恩赦のため大量減刑され、この年の1月31日の執行から翌年4月30日の執行の間の452日間は、台湾と朝鮮半島を除いて日本国内において執行が行われなかった。大正時代最少執行数。 第一次世界大戦がこの年の7月28日に開戦する。そして、日本はドイツに最後通牒を行った上で、8月23日に宣戦布告する。そして、10月31日〜11月7日の間に行われた青島の戦いにより、膠州湾租借地の占領国がドイツから日本へと変わった。 |
| 1915年（大正4年）  | 94         | 0                       | 1                       | 95     | 大正時代最多の死刑執行数 対華21カ条要求により、膠州湾租借地がドイツと講和するまで旧日本軍（青島守備軍）が統治することとなった。そして、1917年（大正6年）10月まで軍政を敷いている。 また、1912年に起きた装甲巡洋艦「日進」の火薬庫爆発事件を起こした予備役二等兵曹（罪状：艦船破壊未遂罪と殺人罪の併合罪）が死刑執行(死刑確定日：1914年（大正3年）7月7日)され、大正時代の中で唯一旧日本海軍常設軍法会議によって海軍刑法を犯し死刑執行された唯一の軍人となった。 |
| 1916年（大正5年）  | 63         | 1                       | 0                       | 64     | 大正時代の中で唯一旧日本陸軍軍法会議によって死刑執行された軍人（20代前半の朝鮮駐箚軍第20師団歩兵第79連隊の歩兵伍長、罪状:この年の7月7日に料理店で遊興帰営後、歩兵中尉の刀を盗み、遊興した料理店の酌婦を殺害。その後、睡眠中の歩兵中尉を殺害し、衛兵所で上等兵と一等兵に傷を負わせる。これらの殺傷事件後逃走し、朝鮮現住民の家に忍び込み、韓服を盗む。 動機：卑猥書籍を読み耽っている内に、厭世悲観に至ったため。）がおり、陸軍治罪法第88条より、この年の9月28日に上奏の上で裁可されて、同年10月3日に龍山で銃殺刑により執行された。 |
| 1917年（大正6年）  | 53         | 0                       | 1                       | 54     | 旧日本海軍常設軍法会議によって死刑執行された軍人（20代前半舞鶴海兵団兵士 罪状：殺人既遂 犯罪動機：怨根）がいる。 この年の10月から膠州湾租借地の統治が青島守備軍司令部による軍政から民政長官による統治へ切り替わる。 |
| 1918年（大正7年）  | 56         | 0                       | 0                       | 56     | この年の8月からシベリア出兵が開始される。同年の11月11日にドイツ革命をきっかけにドイツと連合国との間で休戦協定が結ばれる。また、シベリア出兵による特設軍法会議によって死刑執行された者の数は不明である。 |
| 1919年（大正8年）  | 41         | 6                       | 0                       | 47     | 大正時代の中で唯一旧日本陸軍軍法会議によってこの年の6月21日午前6時45分に死刑執行された非旧日本軍軍人（執行時年齢が40歳2人・37歳・35歳・31歳・29歳の計6人であり、全員軍人軍属及び捕虜でない膠州湾租借地に居住していた住所不定の3人を含めた日本人（罪状：強盗殺人）がいた年である。この6人の執行は含まれる。但し、この年の8月5日に過激派運動を扇動したとして南関死刑場において死刑執行されたイスラム教徒の中国人3人は含まれていない。 また、この年に行われたパリ講和会議より、膠州湾租借地は日本に譲渡されることとなった。しかし中華民国への直接返還を主張した中華民国側の主張を退けた形となったため、中国民衆と学生による反発が大きく、五四運動が起こっている。そして、中華民国によるボイコット運動や国際的な報道による圧力により、1922年（大正11年）12月10日に日本は中国政府に返還した。 |
| 1920年（大正9年）  | 41         | 0                       | 0                       | 41     | |
| 1921年（大正10年） | 25         | 0                       | 0                       | 25     | この年の4月25日に陸海軍治罪法を廃止し、新たに「陸軍軍法会議法」・「海軍軍法会議法」を制定 |
| 1922年（大正11年） | 32         | 0                       | 0                       | 32     | この年の10月にアメリカなどから日本への不信感と日本国内の批判の高まりにより、シベリア出兵していた旧日本軍を撤兵させた。また、日本以外の国は第一次世界大戦の停戦により出兵理由が喪失したため、1920年（大正9年）に撤兵している。 同年12月10日に日本は中国政府に膠州湾租借地を返還した。その後も日本軍は1927年から1928年にかけ山東出兵を行い、1937年から1945年にかけても青島を占領統治している。 この年の4月17日に旧少年法が制定され、犯行時16歳未満は死刑に出来なくなることが定められ、1948年まで犯行時16・17歳の死刑判決を下すことは可能であった（但し、18歳未満の一般刑法犯の死刑執行は、現少年法施行まで、されてはいない。但し、アメリカ軍軍法会議により1946年5月17日に執行された少年は除く）。                                                                                          |
| 1923年（大正12年） | 32         | 0                       | 0                       | 32     | |
| 1924年（大正13年） | 13         | 0                       | 0                       | 13     | 虎ノ門事件の難波大助らに死刑執行 |
| 1925年（大正14年） | 19         | 0                       | 0                       | 19     | 治安維持法が制定される。 |
| 1926年（大正15年） | 29         | 0                       | 0                       | 29     | |

- 軍法会議は常設軍法会議（戦時・平時を問わず恒常的に設置されていた軍法会議で、陸軍には「高等軍法会議」や「師団軍法会議」があり、海軍には「高等軍法会議」や「鎮守府軍法会議」等があった。）と特設軍法会議（戦時事変等に際して必要に応じて設置され、陸軍の「軍軍法会議」や「合囲地軍法会議」等が、また海軍には「艦隊軍法会議」及び「合囲地軍法会議」等があった。）の2種類ある。第1次世界大戦時に設置された青島守備軍臨時軍法会議において、1919年（大正8年）に強盗殺人により死刑執行された6人は含まれるが、シベリア出兵時の特設軍法会議（浦塩派遣軍軍法会議、北部沿海州派遣隊臨時軍法会議[後に、薩哈嗹州派遣軍臨時軍法会議と改称する。]、⻄伯利亜派遣第十三師団軍法会議、野戦第十一師団臨時軍法会議）により執行された者は不明である為、含まれていない。
- 1923年（大正12年）の9月1日に発生した関東大震災の混乱によって生じた「朝鮮人や共産主義者が井戸に毒を入れた」というデマにより、自警団・警察・旧日本軍により朝鮮人の虐殺事件が大量に生じている。朝鮮人以外にも、朝鮮人と誤解されて中国人が犠牲となった事件、沖縄・秋田・三重出身者が犠牲となった検見川事件や秋田出身者が犠牲となった妻沼町事件[277]、香川出身からの薬の行商団15人の内9人が犠牲となった福田村事件など地方出身の日本内地人、発音のために朝鮮人と誤認され殺害された聴覚障害者の事件の事例がある。そして、社会主義や無政府主義の指導者を殺害した動きがあり、無政府主義者の大杉栄・伊藤野枝・大杉の6歳の甥橘宗一らが殺された甘粕事件、川合義虎ら社会主義者10名が犠牲となった亀戸事件も起きている。この震災の混乱により生じた犠牲者数は不明であり、少なくとも約578人が殺害されているが、上表には含まれていない（朝鮮人の殺害者数については、吉野作造の調査より2,613人、大韓民国臨時政府機関誌『独立新聞』より6,661人[但し、山田昭次によれば、内訳を再計算すると6,644人になると指摘している]となっている）[278]。

### 昭和時代前期
| 年                 | 執行数     | 執行数                  | 執行数                  | 執行数   | 備考 |
| 年                 | 一般刑法犯 | 旧日本陸軍 常設軍法会議 | 旧日本海軍 常設軍法会議 | 総数     | 備考 |
| 昭和前期           | 昭和前期   | 昭和前期                | 昭和前期                | 昭和前期 | 昭和前期 |
| ------------------ | ---------- | ----------------------- | ----------------------- | -------- | --- |
| 1927年（昭和2年）  | 12         | 0                       | 0                       | 12       | |
| 1928年（昭和3年）  | 21         | 0                       | 0                       | 21       | 治安維持法が、この年の6月29日公布の緊急勅令（昭和3年勅令129号）により修正が加えられた。 |
| 1929年（昭和4年）  | 13         | 0                       | 0                       | 13       | |
| 1930年（昭和5年）  | 15         | 0                       | 0                       | 15       | |
| 1931年（昭和6年）  | 19         | 0                       | 0                       | 19       | |
| 1932年（昭和7年）  | 22         | 1                       | 0                       | 23       | 桜田門事件で李奉昌が10月10日に市ヶ谷刑務所にて絞首刑が執行される。旧日本陸軍では、この年の5月25日に上海天長節爆弾事件の実行テロ犯尹奉吉が上海派遣軍軍法会議で死刑判決が下され、同年12月19日午前7時27分に歩兵第7連隊所属下士官2名により金沢陸軍作業場で銃殺刑により執行され、13分後に絶命した。 |
| 1933年（昭和8年）  | 28         | 0                       | 0                       | 28       | |
| 1934年（昭和9年）  | 35         | 0                       | 0                       | 35       | |
| 1935年（昭和10年） | 14         | 0                       | 0                       | 14       | |
| 1936年（昭和11年） | 11         | 16                      | 0                       | 27       | 相沢事件により、この年の7月3日に相沢三郎の死刑が代々木衛戍刑務所で執行される。その9日後に二・二六事件による15名の死刑執行が行われる。 |
| 1937年（昭和12年） | 23         | 4                       | 0                       | 27       | この年の7月7日に起きた盧溝橋事件をきっかけに日中戦争が開始される。また、同年8月19日に二・二六事件による北一輝・西田税・磯部浅一・村中孝次の4名が死刑執行される。 |
| 1938年（昭和13年） | 15         | -                       | 0                       | -        | |
| 1939年（昭和14年） | 14         | -                       | 0                       | -        | 西日本13府県連続放火事件により、この年の9月15日に死刑執行される。またこの事件では、1人の犠牲者を出しておらず、一般刑法犯として死傷を伴わない放火で最後に死刑執行されたことになる（戦後では、昭和郷アパート放火事件により、殺人罪または致死罪が適用されず、現住建造物等放火罪により、1961年（昭和36年）7月31日に死刑判決が確定となり、1970年に執行されたが、火災保険金詐取目的であり殺意はなかったが、放火により8人の死亡者を出している。）。 そして、2月10日に大審院に上告棄却され死刑が確定した当時41歳の女性（罪状：夫に不倫がばれてしまい、不倫相手の提案で、不倫関係を継続し財産を手に入れるため夫の殺害をすることに決める。稲荷行者に呪詛を依頼し呪い殺そうとしたが、当然できなかった。そのため行者の提案で、被害者（加害者の夫）の晩酌に殺鼠剤を混入し殺害することに決め、1936年（昭和11年）4月27日に犯行を決行し、最終的に5月7日午前4時ごろに被害者（加害者の夫）を死に至らしめ殺害した。因みに、不倫相手も死刑となったが、行者は無期懲役となっている）が、第2次世界大戦終結前に死刑が確定され執行された最後の女性となった。なお、執行はこの年の10月10日であり、不倫相手と共に執行された。 軍法会議では、脱走兵連続強盗殺人事件を起こした加害者がこの年の4月27日に判決が下され、同年5月31日午前6時に執行された。 |
| 1940年（昭和15年） | 20         | -                       | 0                       | -        | |
| 1941年（昭和16年） | 22         | -                       | 0                       | -        | 治安維持法が全面改正（昭和16年3月10日法律第54号）される。そして、この年の12月8日（ハワイ時間では12月7日）の真珠湾攻撃をきっかけに太平洋戦争が開戦される。 |
| 1942年（昭和17年） | 11         | -                       | -                       | -        | |
| 1943年（昭和18年） | 13         | -                       | -                       | -        | 戦時法により刑事犯に対する裁判は三審制から二審制になった。 また、臨時軍法会議により、この年の2月22日に第12軍で2人（罪状:素行不良により転属されたことを不満に思い、壮行会後に、上官に暴力脅迫行為を行う。更には、銃を発砲したり、手榴弾を人に向けて投擲している。）、4月27日に第34軍で1人（罪状：暴力制裁や暴言、略奪の不正行為等を行う上官に対して集団で暴行。この時の集団のリーダー格であった（死刑執行者は、上官に対してバットで、上官の下肢に2回程殴っている。後に「広水鎮事件」と呼ばれる。）。更に、暴行された上官含め5人の部屋に侵入し窓ガラスを割ったり、上官の持ち物を投棄している。）に対して死刑判決が下されているが、含まれていない。 |
| 1944年（昭和19年） | 25         | -                       | -                       | -        | 太平洋戦争が始まった1941年からこの年の7月まで高等軍法会議を除く、全ての常設軍法会議は廃止され、臨時軍法会議に移行した。 そして、この年の10月9日に第13軍で6人（罪状:新四軍に加入しようと武器を所持した上で脱走したが、捕まることを恐れ加入せず、現地住民に対して略奪及び不同意性交を複数回に渡り行う。また、脱走前に、死刑執行者の内1人は、大陸打通作戦中に仲間と共に現地婦人2名を不同意性交している。）に死刑判決が下されているが、含まれていない。 また、ゾルゲ事件によりこの年の11月7日（ロシア革命記念日）にリヒャルト・ゾルゲと尾崎秀実が巣鴨拘置所にて絞首刑により執行されている。 |
| 1945年（昭和20年） | 8          | -                       | -                       | -        | 長崎市への原爆投下により死刑囚4人が爆死。 この年の4月23日に戦時強盗殺人罪により男性（同年2月5日に大審院により上告棄却され、死刑確定。第1審は奈良地方裁判所）が死刑執行され、この男性が日本国内において軍法会議を除き戦前で最後に死刑執行された者となった（なお、日本国外であるがこの執行の5日後にムッソリーニと愛人のクラーラ・ペタッチが裁判を経ずに午後4時10分にコモ湖畔で銃殺刑により執行される。）。 そして、8月15日に終戦し、終戦から9日後に札幌一家3人強盗殺人事件加害者が戦時強盗殺人罪により（同年3月16日に死刑確定。第1審は札幌地方裁判所）死刑執行され、この男性が日本国内において軍法会議を除き戦後最初に死刑執行された者となった。 なお、同年7月7日に死刑が確定した樺太・西柵丹強盗殺人事件の加害者がソ連による樺太侵攻によってこの年の8月17日に樺太刑務所が接収され、刑務官と他の受刑者と共に北海道への脱出を余儀なくされ北海道へ脱出し札幌刑務所へ移送されたが、加害者を執行するために必要な書類が樺太にあり返還される見込みがないため、1949年12月24日に恩赦法6条による個別恩赦が閣議で了承され、無期懲役に減刑されている。 更に、この年の10月15日には治安維持法が廃止される。 軍法会議において法務官不在でもが開廷できるように処置される。そして、終戦後の12月に内地における軍法会議は廃止され、その記録は全て地方裁判所に移管された。 軍法会議では、5月10日に第13軍で1人（罪状:職務中の居眠りにより殴打されたことをきっかけに仲間と共に脱走し、国民革命軍第7路軍に投降した。その後、当時国民革命軍の統制下にあった韓国光復軍に加入し活動資金獲得及び勧誘活動を行う。）に死刑判決が下されているが、含まれていない。                                        |
| 1946年（昭和21年） | 11         | -                       | -                       | -        | この年の5月17日朝4時49分に18歳未満少年（満年齢16〜17歳）の絞首刑による執行が巣鴨プリズンで行われた（この執行は、巣鴨プリズンで、2番目の執行である。なお、1番目は由利敬）。罪状は、前年12月19日午前2時半頃に、北海道札幌市のアメリカ軍の宿舎路上付近で、お菓子を盗もうと他の2人の仲間と共に侵入し、アメリカのMPに仲間が捕まり、仲間を取り戻そうと、ロバート・Ｃ・ヤング1等兵に倉庫から盗んだ銃剣で刺殺したことである。この罪状により、この年の1月21日にアメリカ軍の軍法会議で死刑判決が下された（仲間2人は、30年の強制労働刑）。また、この執行はアメリカ軍軍法会議を含めて18歳未満で執行された最後の人物となった。但し、少年犯罪を取り扱う書籍やサイトによっては、アメリカ軍の軍法会議に裁かれたことを理由に少年犯罪の死刑囚として含めていない場合があることに留意する。なお、この少年の死刑執行は、アメリカ軍軍法会議で死刑判決が下されたため、含まれていない。 なお、アメリカ自体、18歳未満の死刑執行については、この執行の2年前に当たる1944年6月16日に14歳である黒人のジョージ・スティニ―（当時のジョージ・スティニ―が執行されたサウスカロライナ州では刑事事件において14歳以上を成人として扱っていた）が、冤罪により電気椅子により死刑執行している。更に、18歳未満の執行は、女性店主を刺殺した罪で黒人のレナード・ショックレーが、メリーランド州で1959年4月10日22時にガス室で執行れたのが最後となる。そして、アメリカの連邦最高裁判所で1988年6月のトンプソン対オクラホマ州判決で犯行時16歳未満の者に死刑を科すことが違憲となり、2005年5月にローパー対シモンズ判決で犯行時18歳未満の少年に死刑を科すことに対して違憲判決が出るまで、未成年の死刑執行が合憲状態であった。 |
| 1947年（昭和22年） | 12         | -                       | -                       | -        | 刑法から天皇・皇族に対する大逆罪（未遂も死刑）が削除される。そして、陸軍刑法廃止にともなう同法の改正により、日本の軍法会議制度は消滅。また、外地の軍法会議はこの年の2月まで存続している。 |
| 1948年（昭和23年） | 33         | -                       | -                       | 33       | 1審における死刑判決数が戦後最多の116人であった。死刑の存置を合憲とする死刑制度合憲判決事件判決が出された。また、極東国際軍事裁判によって死刑判決が下された7人への死刑執行は含まれていない。 この年の7月15日に公布された少年法により、犯行時18歳未満の場合、死刑執行できなくなった。 |

- 1925年に制定された治安維持法による死刑執行者はいないが（ゾルゲ事件により死刑執行されたリヒャルト・ゾルゲと尾崎秀実は、治安維持法より重い国防保安法により、死刑判決を受けている。）、特高警察の拷問・虐待により194人（小林多喜二も拷問により亡くなっている。）が死亡しており、この死因とは別に病死による獄死が1,503人いる[275][276]。
- 軍法会議は常設軍法会議（戦時・平時を問わず恒常的に設置されていた軍法会議で、陸軍には「高等軍法会議」や「師団軍法会議」があり、海軍には「高等軍法会議」や「鎮守府軍法会議」等があった。）と特設軍法会議（戦時事変等に際して必要に応じて設置され、陸軍の「軍軍法会議」や「合囲地軍法会議」等が、また海軍には「艦隊軍法会議」及び「合囲地軍法会議」等があった。）の2種類ある。
- 旧日本陸軍の1938〜1947年まで（特設軍法会議に関しては、1936年（昭和11年）以降）と1942〜1947年の旧日本海軍の軍法会議による死刑執行数は不明である。また、戦時中における軍法会議の中には、本来死刑にする罪でない逃亡兵士を故意に敵に投降逃亡したとみなし、銃殺刑に処された例が多くあると指摘されている[355]。
- 第2次世界大戦終戦から1951年6月11日までの間に連合国による軍事裁判によって死刑執行されたA級戦犯（7人）やBC級戦犯（約1,000名）は含まれていない。また、死刑執行者の中には、当時日本の植民地支配下にあった朝鮮や台湾出身者の軍人軍属も含まれている[356]。処刑方法は、約3分の2が絞首刑、残りは銃殺刑であり、中国においては市中引き回しの上、死刑が執行されている。そして、BC級戦犯の軍事裁判において、捕虜虐待等の実態の誇張や反論の機会が与えられないまま、虚偽の一方的な証言のみによって、事実審理も行わず死刑判決が下った例が多くあると指摘されている[357]。

### 昭和時代中後期・平成以降
- 収容数は、年末の確定死刑囚の収容者数である。

| 現行刑事訴訟法施行以後 |
| ---------------------- |

| 年                          | 確定数 | 執行数 | 収容数 | 備考 |
| --------------------------- | ------ | ------ | ------ | --- |
| 1949年（昭和24年）          | 79     | 33     | 82     | 死刑判決確定数が戦後最多であった。 |
| 1950年（昭和25年）          | 25     | 31     | 73     | |
| 1951年（昭和26年）          | 32     | 24     | 81     | この年の7月10日に、死刑判決を受けた菅野村強盗殺人・放火事件の加害者が、最高裁に上告を棄却され死刑が確定となり、戦後初の女性死刑囚となった。但し、1969年9月2日に加害者は無期懲役に減刑となっている。 |
| 1952年（昭和27年）          | 41     | 18     | 92     | サンフランシスコ平和条約締結による政令恩赦で12人が無期懲役に減刑 |
| 1953年（昭和28年）          | 25     | 24     | 93     | |
| 1954年（昭和29年）          | 21     | 30     | 80     | |
| 1955年（昭和30年）          | 14     | 32     | 62     | この年の2月11日14時59分に3人組拳銃強盗殺人事件で事件の通報を受け駆け付けた兵庫県須磨警察署勤務の警官を拳銃で殺害した加害者が死刑執行された。また、当時大阪拘置所所長であった玉井策郎により、サンフランシスコ平和条約締結による政令恩赦棄却による執行決定を所長室で加害者へ告げた同年2月9日から執行までの間の録音が秘密裏に行われた。なお、執行日は加害者が37歳を迎える日の20日前であった。 |
| 1956年（昭和31年）          | 24     | 11     | 75     | |
| 1957年（昭和32年）          | 27     | 39     | 62     | |
| 1958年（昭和33年）          | 21     | 7      | 76     | |
| 1959年（昭和34年）          | 12     | 30     | 57     | |
| 1960年（昭和35年）          | 33     | 39     | 51     | この年を最後に刑法200条に定められた尊属殺人罪により死刑執行された2人を最後に執行されなくなる。 |
| 1961年（昭和36年）          | 24     | 6      | 69     | 広島・八本松タクシー強盗殺人事件加害者（1960年8月4日に死刑確定）がこの年の4月3日に拘置所から逃走し18時間後に拘束される事件が発生した。また、この事件を起こした死刑囚は、2024年12月時点で日本国内で死刑確定後に逃走した最後の人物となる（死刑確定前の場合は、大牟田4人殺害事件の加害者家族の長男）。 |
| 1962年（昭和37年）          | 13     | 26     | 56     | |
| 1963年（昭和38年）          | 17     | 12     | 61     | |
| 1964年（昭和39年）          | 9      | 0      | 70     | この年は近世日本で初めて死刑執行が行われなかった。（賀屋興宣法相が元A級戦犯で実際に死刑執行を目撃した為） |
| 1965年（昭和40年）          | 7      | 4      | 72     | |
| 1966年（昭和41年）          | 13     | 4      | 81     | |
| 1967年（昭和42年）          | 14     | 23     | 71     | 田中伊三次法相が新聞記者の前で一度に署名 |
| 1968年（昭和43年）          | 11     | 0      | 82     | 赤間文三法相が署名を拒否したため執行なし |
| 1969年（昭和44年）          | 10     | 18     | 71     | 戦後初の女性死刑囚に対して、犯行当時、夫と子供が生活に苦しんでおり動機に同情すべき点があること、犯行に対して反省する気持ちが強いこと、拘禁性精神病にかかっていることなどを理由に恩赦が決定され、この年の9月2日に無期懲役へと減刑された。但し、決定時には、前述の理由に記載の拘禁性精神病により、精神に異常をきたした状態であった。 |
| 1970年（昭和45年）          | 14     | 26     | 58     | 1957年に発生した昭和郷アパート放火事件の加害者が、この年に死刑執行された。この事件の罪状では、火災保険金詐取目的であり殺意はないため、殺人罪または致死罪が適用されず、現住建造物等放火罪により1961年（昭和36年）7月31日に死刑判決が確定となっている。また、この事件は、戦後唯一殺人罪または致死罪が適用されず、死刑執行されたケースであり、2024年12月時点でこの事件の加害者は、殺人罪または致死罪以外で死刑執行された最後の人となる。なお、この事件の放火により8人の死亡者を出している。 また、この年の6月11日にホテル日本閣殺人事件の女性主犯（1966年7月14日に、最高裁より上告を棄却され、死刑が確定。）が執行され、戦後初の女性の死刑執行となり、戦前最後の死刑執行（1939年10月10日）から30年244日振りに行われることとなった。その後、同年9月19日に女性連続毒殺魔事件加害女性（1963年3月28日に、最高裁より上告を棄却され、死刑が確定。）の死刑が執行され、夕張保険金殺人事件の加害女性が1988年10月に控訴取り下げによる死刑確定までの約18年間は、日本国内に女性死刑囚が存在しなかった。 |
| 1971年（昭和46年）          | 7      | 17     | 48     | |
| 1972年（昭和47年）          | 7      | 7      | 47     | |
| 1973年（昭和48年）          | 5      | 3      | 49     | この年の4月4日に最高裁判所大法廷により、尊属殺重罰規定違憲判決（尊属殺人罪自体合憲であるものの、刑法199条の殺人罪と比べて、無期懲役と死刑のみであり、刑罰として重すぎることを理由に、憲法14条1項<法の下の平等>に違反して無効との判決を下した。）が下された。 これにより、栃木実父殺害事件（実父の性的虐待・暴力及び監禁に耐えかねて、実父を絞殺。）の加害者に対して、執行猶予付きの判決が出される（同日に、秋田県大館市での姑に対する尊属殺人未遂事件と、奈良県橿原市での養父に対する尊属殺人事件に判決が下り、秋田県の事件は懲役2年執行猶予3年、奈良県の事件は懲役2年6か月に減刑となった。）。 その判決以降、法務省の通達により、尊属殺人罪に当たる殺人でも刑法199条の殺人罪を適用するようになる。そして最高裁判決確定後、既に尊属殺人罪で刑務所で受刑中の者に対しては、個別恩赦により刑が減軽された。 |
| 1974年（昭和49年）          | 2      | 4      | 46     | 獄死1人 |
| 1975年（昭和50年）          | 3      | 17     | 29     | 福岡事件の死刑囚2人のうち、1人に恩赦無期減刑、1人に死刑執行。他に自殺2人。 また、1974年12月9日に法務大臣に就任した稲葉修により、1976年12月24日に退任するまで、1975年・1976年は、1972年以降続く1桁執行の傾向（2008年とオウム真理教事件関係者の死刑執行があった2018年を除く）に反して、それぞれの年ごとで見れば田中伊三次より少なく昭和前期並みであるが、2桁の執行がされている。 |
| 1976年（昭和51年）          | 1      | 12     | 18     | |
| 1977年（昭和52年）          | 3      | 4      | 16     | 自殺1人 |
| 1978年（昭和53年）          | 4      | 3      | 17     | この年の3月4日に恩赦により、無期懲役に減刑された戦後初の女性死刑囚が、奈良県の療養所で病死する。 |
| 1979年（昭和54年）          | 4      | 1      | 20     | |
| 1980年（昭和55年）          | 7      | 1      | 26     | |
| 1981年（昭和56年）          | 3      | 1      | 28     | |
| 1982年（昭和57年）          | 1      | 1      | 28     | |
| 1983年（昭和58年）          | 1      | 1      | 27     | 再審無罪1人。 この年の7月8日に永山則夫連続射殺事件を起こした永山則夫に対して、最高裁判所は控訴審（東京高等裁判所）の無期懲役判決を破棄して審理を東京高裁へ差し戻す判決（第一次上告審判決）を言い渡した。言い渡した際の傍論が、日本の最高裁判所が初めて詳細に明示した死刑適用基準として永山基準と呼ばれ、この判決以後の死刑適用の是非が争点となる刑事裁判において、たびたび引用され、広く影響を与えている。 |
| 1984年（昭和59年）          | 3      | 1      | 27     | 再審無罪2人 |
| 1985年（昭和60年）          | 2      | 3      | 26     | |
| 1986年（昭和61年）          | 0      | 2      | 24     | |
| 1987年（昭和62年）          | 7      | 2      | 28     | 5月に平沢貞通が病死 |
| 1988年（昭和63年）          | 12     | 2      | 38     | この年の10月に夕張保険金殺人事件の加害女性が昭和天皇崩御による恩赦を期待して、夫と共に控訴取り下げて死刑確定した。この確定により、1970年9月19日に女性連続毒殺魔事件加害女性の死刑執行から存在しなかった女性死刑囚が約18年ぶりに日本国内に存在することとなった。 なお、確定している刑罰が懲役刑以上の場合は恩赦対象外であったため、1997年8月1日に札幌刑務所で夫婦共に執行が行われた。仮に死刑囚が恩赦対象であったとしても、減刑令（昭和27年4月28日政令第118号）第7条第1項第1号により、保険金詐取を目的に行われた放火殺人事件（消防士1名殉職含む死者7名）のため、最初から対象外であった。 |
| 1989年（平成元年）          | 5      | 1      | 40     | 再審無罪1名、獄死1名 |
| 1990年（平成2年）           | 6      | 0      | 46     | この後、3年に及ぶ死刑執行モラトリアム |
| 1991年（平成3年）           | 5      | 0      | 51     | |
| 1992年（平成4年）           | 5      | 0      | 56     | |
| 1993年（平成5年）           | 7      | 7      | 56     | 法務大臣の後藤田正晴により、3月26日に死刑執行が再開される。執行された死刑囚は、福島連続保険金殺人事件・愛媛・松前連続保険金殺人事件 ・近畿連続強盗殺人事件の加害者ら3人である。 |
| 1994年（平成6年）           | 3      | 2      | 57     | |
| 1995年（平成7年）           | 3      | 6      | 54     | 刑法が片仮名漢字の歴史的仮名遣表記の文語体から、現代仮名遣いの口語体に改訂される（刑法の抜本的な改訂ではない） また、1973年の尊属殺重罰規定違憲判決以降、死文化した尊属殺人罪（旧・200条）・尊属傷害致死罪（旧・205条2項）・尊属遺棄罪（旧・218条2項）・尊属逮捕監禁罪（旧・220条2項）が削除される。 |
| 1996年（平成8年）           | 3      | 6      | 51     | |
| 1997年（平成9年）           | 4      | 4      | 51     | |
| 1998年（平成10年）          | 7      | 6      | 52     | |
| 1999年（平成11年）          | 4      | 5      | 50     | 自殺1名 |
| 2000年（平成12年）          | 6      | 3      | 53     | |
| 2001年（平成13年）          | 4      | 2      | 55     | |
| 2002年（平成14年）          | 4      | 2      | 57     | |
| 2003年（平成15年）          | 2      | 1      | 56     | 12月18日に政府が「犯罪に強い社会の実現のための行動計画」を策定し、刑罰の厳罰化を推進することになった。獄死2名 |
| 2004年（平成16年）          | 13     | 2      | 66     | 獄死1名。 この年の11月13日17時40分頃に大牟田4人殺害事件の加害者家族の長男が逃走し、同年月日の20時55分に警察により身柄確保される事件が起きる。また、この事件を起こした死刑囚（2011年10月17日死刑確定）は、2024年12月時点で日本国内で死刑確定前に逃走した最後の人物となる（確定後は、広島・八本松タクシー強盗殺人事件加害者）。 |
| 2005年（平成17年）          | 12     | 1      | 77     | |
| 2006年（平成18年）          | 21     | 4      | 94     | |
| 2007年（平成19年）          | 23     | 9      | 107    | 獄死1名。 この年の12月7日に日本国憲法施行後に初めて、法務省の記者会見で執行された死刑囚の名前・犯罪事実・執行場所が公表された。以後、執行後に公表するようになる。 |
| 2008年（平成20年）          | 10     | 15     | 100    | 2月と12月に死刑囚各1名が病死。2007年8月27日に法務大臣に就任した鳩山邦夫により32年ぶりに死刑執行数が2桁となる。 |
| 2009年（平成21年）          | 15     | 7      | 104    | 1月、5月、9月、10月に死刑囚各1名が病死 |
| 2010年（平成22年）          | 11     | 2      | 111    | 1月、4月に死刑囚各1名が病死。 この年の7月28日に当時法務大臣であった千葉景子が死刑囚2名（熊谷男女4人殺傷事件及び宇都宮宝石店放火殺人事件）に対して、死刑執行の立会を行う。その後、8月27日に東京拘置所で、死刑が執行される刑場を報道機関に初めて公開する。 |
| 2011年（平成23年）          | 20     | 0      | 128    | 平成期最多の死刑確定数。また19年ぶりに執行無。1月に死刑囚2名、2月に永田洋子が病死 |
| 2012年（平成24年）          | 12     | 7      | 133    | 第二次世界大戦以後、未執行死刑囚が最多となった。 |
| 2013年（平成25年）          | 8      | 8      | 130    | 6月、8月、11月に死刑囚各1名が病死 |
| 2014年（平成26年）          | 6      | 3      | 127    | 4月、5月、6月に死刑囚各1名、7月に死刑囚2名が病死 |
| 2015年（平成27年）          | 3      | 3      | 126    | 10月に奥西勝が病死 |
| 2016年（平成28年）          | 7      | 3      | 128    | 1月、2月に死刑囚各1名が病死 |
| 2017年（平成29年）          | 2      | 4      | 122    | 3月、5月、6月、9月に死刑囚各1名が病死 |
| 2018年（平成30年）          | 2      | 15     | 109    | オウム真理教事件に関連した麻原以下関係者の刑死により、10年ぶりに執行数が2桁になる。 |
| 2019年（平成31年/令和元年） | 5      | 3      | 110    | |
| 2020年（令和2年）           | 3      | 0      | 109    | 1月に死刑囚1人が自殺。2月、10月、12月に死刑囚各1人が病死。9年ぶりに執行無。 この年の10月21日から、死刑囚が起こした事件の被害者本人又は被害者親族とこれに準ずる関係の者（婚約者や内縁関係の者）や被害者側の弁護士が希望した場合、法務省刑事局総務課被害者等通知制度担当又は死刑の裁判が確定した裁判所に対応する検察庁（例えば，東京高等裁判所で裁判が確定した場合は東京高等検察庁）に手続きをすれば、死刑執行を電話または文書で通知される制度が開始される。 |
| 2021年（令和3年）           | 4      | 3      | 107    | 2月、10月、12月に死刑囚各1人が病死。この年の12月21日に群馬パチンコ店員連続殺人事件の加害者2人と加古川7人殺害事件の加害者が執行され、約2年ぶりに執行された。 |
| 2022年（令和4年）           | 0      | 1      | 106    | この年の8月11日に法務大臣就任した葉梨康弘が、法務大臣の職務を軽視した失言により、11月11日に辞任した。なお、この年に死刑執行されたのは、秋葉原通り魔事件加害者のみであるが、執行は7月26日であり、葉梨康弘は法務大臣として死刑執行命令を発することなく辞任している。 |
| 2023年（令和5年）           | 3      | 0      | 106    | 1月に死刑囚1人が窒息死。2023年7月3日に最高裁判所に訂正申し立ての上で最高裁判所第2小法廷（尾島明裁判長）に棄却され死刑確定したマニラ連続保険金殺人事件加害者が翌月の8月に病死。9月に北見市資産家夫婦殺害事件加害者が病死。 また、3年ぶりにこの年は死刑執行が無かった。 |
| 2024年（令和6年）           | 2      | 0      | 106    | この年の執行数は後述する袴田事件に対する再審無罪などが影響して2年連続して0となっている。 また確定者は、この年の1月9日に最高裁に死刑判決の訂正申し立てを棄却されて確定された福岡県小郡市妻子3人殺害事件加害者と同年2月2日に控訴を取り下げて死刑が確定した甲府市殺人放火事件の加害者である。 甲府市殺人放火事件の加害者が、事件を起こしたのが当時19歳であり、「特定少年」（罪を犯した年齢が18歳と19歳の少年。民法の成人年齢が18歳に引き下げられることに合わせて、少年法に新たに位置づける形で改正され、2022年4月1日に施行された。）に当てはまったため、「特定少年」として初めて起訴・実名報道され、死刑が確定された人物となった。 2024年9月26日に袴田事件で冤罪を背負わされた袴田巖の再審が静岡地方裁判所（国井恒志裁判長）で行われ、無罪判決が言い渡された。再審無罪は、島田事件以来35年ぶりであり、第2次世界大戦終戦より5例目である。2024年10月8日に検察側が控訴を断念すると表明し、翌9日に控訴手続きを放棄したことで、同日付で無罪が確定した。なお、袴田巖は、2014年3月27日に静岡地方裁判所より再審開始と死刑及び拘置の執行停止を決定して東京拘置所から釈放されている。 同年9月9日に警察庁広域重要指定124号事件加害者が病死、12月26日に関西青酸連続死事件の加害者が病死。 |
| 2025年（令和7年）           | 2      | 1      | 105    | この年の6月27日時点であるが、獄死者は3月に大牟田4人殺害事件加害者のKJ、5月にマニラ連続保険金殺人事件加害者の2人である。確定者として京都アニメーション放火殺人事件加害者と日立妻子6人殺害事件の2人である。 そして、執行数は座間9人殺害事件加害者の執行を計上しており、2022年7月26日の執行から1,067日振りであり、法務省が死刑執行の事実を公表するようになった1998年11月以降では最長間隔である。 |

### グラフ
1949年以降の死刑確定数、死刑執行数、死刑囚収容数を示す。情報源は本項の表による。

## 日本の死刑囚の事例
生き返った死刑囚
1872年、石鉄県（現・愛媛県）の久万山騒動に参加し、役所に放火した田中藤作（当時31歳）が絞首刑執行後に蘇生した事例があった。彼は「既に死刑が執行されており、再度執行する法的根拠がない」として、放免と原籍編入を指示された。原因は当時の処刑器具「絞柱」に構造欠陥があったため確実に絶命させられなかったためといわれている。ほかにも同時期に2人がおなじように蘇生したとされるが、こちらについての伝承は明らかではない。
執行されなかった死刑囚
1945年8月9日にアメリカ軍が行った長崎市への原子爆弾投下では、爆心地近くに戦時中の規定で九州地区唯一の処刑場に指定されていた長崎刑務所浦上刑務支所があったため、死刑囚2名（4名とする書籍もある）も含む刑務所にいた全員が一瞬にして死亡した。
戦後在日米軍によって処刑された少年死刑囚
上坂冬子著『巣鴨プリズン13号鉄扉』によれば、ほかの戦争犯罪人と同じように、18歳の少年（数え年であるため、満年齢で16〜17歳である。）が死刑になった事実があるという。それによれば1945年12月19日に、北海道札幌市にあった進駐軍宿舎に盗みに入った少年がアメリカ兵を殺害したために、アメリカ軍の軍事法廷で、わずか2日の審理で1946年1月23日に死刑が確定、5月17日に巣鴨拘置所で絞首刑になった。
過去に長期収監されていた死刑囚
平沢貞通死刑囚は、1955年4月7日に最高裁で上告棄却で死刑確定後、歴代法務大臣が死刑執行命令書へ署名しなかったために執行されないまま、1987年5月10日に獄中で95歳で病死した。確定死刑囚の確定後収監期間32年0ヶ月（逮捕後通算38年9ヶ月）は当時の世界最長であり、ギネス世界記録にも世界記録として認定された。ただしこの記録はすでにマルヨ無線事件の死刑囚が死刑確定後収監期間49年4ヶ月（2020年3月末時点）と超えている。
福岡事件のうち、実行犯とされた死刑囚は1947年に逮捕され死刑確定後の1975年に恩赦により無期懲役に減刑された。この時点で28年収監されていたが、仮出所したのが1989年であり、釈放された元死刑囚の逮捕後収監期間としては最長の42年7ヶ月の記録を持っていた。
現在、長期収監されている死刑囚
冤罪と主張される死刑囚の執行は避けられる傾向にある。これは執行された後で仮に無罪の証拠が発見された場合、もはや回復不能であることが理由である。実際に名張毒ぶどう酒事件では1972年に死刑確定後、冤罪の可能性が指摘されていることから執行は行われないまま、2015年に病死している。同様に川端町事件の死刑囚も1970年に確定しているが2025年6月27日現在執行されていない。
一方、飯塚事件の死刑囚は冤罪疑惑があったにもかかわらず、2006年の死刑確定から約2年後の2008年に執行された。
1974年に発生したピアノ騒音殺人事件の死刑囚は1977年に死刑判決が確定したが、2025年6月27日現在でも執行されていない。これは犯行動機（近隣騒音）に同情した全国の騒音被害者たちが助命嘆願運動を繰り広げたほか、控訴審で行われた精神鑑定で責任能力なしの判断が出され、無期懲役に減軽される可能性があったにもかかわらず、死刑囚が「刑務所内の騒音に耐えられず、死にたい」との理由で控訴を取り下げた事情がある。現在彼は精神異常が亢進しているといわれており、今後も死刑執行が行われない可能性があり、冤罪を指摘されず再審請求を提出していないにもかかわらず、前述の平沢の確定死刑囚としての年数を更新した。
確定後、最も執行までの収監期間が長かった死刑囚
1975年に発生した秋山兄弟事件は、兄弟2人が犯した事件であったが、裁判では相手が主犯であると擦り合った。裁判所は弟を主犯と認定し死刑に、兄を無期懲役とした。死刑が確定したのは1987年であったが、執行されたのは2006年であったため、判決確定後19年5ヶ月で死刑が執行され、その待機期間としては戦後最長であった。また執行時の年齢が77歳であったが、記録が残る中では日本国憲法下で最高齢の記録である。
日本の女性死刑囚
現代の日本における死刑囚の大半は男性である（約94%）。そのため女性死刑囚は少なく、第二次世界大戦後に死刑判決が確定した女性死刑囚は17人である。そして、2024年12月31日時点で6人が収監中である。また、戦後に死刑判決が確定した女性死刑囚17人中5人は執行、5人は病死、1人は恩赦により減刑されている。
戦後初めて女性に対し死刑判決が確定したのは1949年に発生した菅野村強盗殺人・放火事件の女性に対するものであったが、彼女は精神異常と結核のため恩赦されている。戦後初めて死刑が執行されたのは1960年に発生したホテル日本閣殺人事件の主犯（確定は3番目）に対するもので、1970年に執行された。また同じ年には女性連続毒殺魔事件で確定した59歳の女性（確定は2番目）も執行されている。その後、1980年代は女性死刑囚の執行は無かったが、死刑執行モラトリアム後の1997年に夕張保険金殺人事件の主犯の妻が執行され、これは約27年ぶりのことである。その後2000年代に執行されることはなく、2012年には福島悪魔払い殺人事件の加害者が、2016年には久留米看護師連続保険金殺人事件の加害者の執行が行われた。

## 備考

### 死刑囚の時効
2010年（平成22年）4月27日に公布・施行された改正刑法により、死刑確定者の時効は廃止されている。
刑法第32条に「時効は、刑の言渡しが確定した後、次の期間その執行を受けないことによって完成する」とあり、死刑については30年と規定されており、30年執行されなければ時効が成立するかのような誤解があるが、刑法第34条に「死刑、懲役、禁錮及び拘留の時効は、刑の言渡しを受けた者をその執行のために拘束することによって中断する」と時効が中断することが定められているため、拘置所等に身柄が拘束されている場合は刑が時効消滅しない。
帝銀事件の元死刑囚が死刑判決確定後30年経過した際に「時効の成立」を主張したが、身柄が拘束されて時効が中断していたために認められなかった。なお、拘置所から脱獄して30年以上、逃亡生活を送れば時効が成立するものとされていた。ただし、死刑囚の脱獄は実際に何件か起きているが、30年後の時効完成まで確実に逃亡出来た者は現在まで1人もいない。